# Lista de asteroides (481001-482000)
Esta é uma lista parcial de asteroides, do asteroide número 481001 até o 482000, inclusive. Veja também o índice com todas as listas disponíveis.

| Objeto Próximos à Terra | Cinturão de asteroides (interno) | Cinturão de asteroides (externo) | Centauro       |
| Cruzador de Marte       | Cinturão de asteroides (meio)    | Troianos de Júpiter              | Transnetuniano |

Veja mais dados de cada asteroide na ligação externa para o Minor Planet Center na última coluna.
Índice: 481001... 481101... 481201... 481301... 481401... 481501... 481601... 481701... 481801... 481901... 

## 481001–481100
| Designação | Designação | Descoberta  | Descoberta       | Descobridor(es)     | Categoria | Mais informações / Referência |
| Permanente | Provisória | Data        | Local            | Descobridor(es)     | Categoria | Mais informações / Referência |
| ---------- | ---------- | ----------- | ---------------- | ------------------- | --------- | ----------------------------- |
| 481001     | 2004 FX97  | 23 mar 2004 | Socorro          | LINEAR              | —         | MPC                           |
| 481002     | 2004 GR25  | 14 abr 2004 | Kitt Peak        | Spacewatch          | —         | MPC                           |
| 481003     | 2004 HV24  | 26 mar 2004 | Kitt Peak        | Spacewatch          | —         | MPC                           |
| 481004     | 2004 JU30  | 15 mai 2004 | Socorro          | LINEAR              | —         | MPC                           |
| 481005     | 2004 PX82  | 10 ago 2004 | Socorro          | LINEAR              | Brangane  | MPC                           |
| 481006     | 2004 RV7   | 6 set 2004  | St. Véran        | Saint-Véran Obs.    | —         | MPC                           |
| 481007     | 2004 RS86  | 7 set 2004  | Kitt Peak        | Spacewatch          | Brangane  | MPC                           |
| 481008     | 2004 RS99  | 9 ago 2004  | Socorro          | LINEAR              | —         | MPC                           |
| 481009     | 2004 RQ123 | 7 set 2004  | Palomar          | NEAT                | —         | MPC                           |
| 481010     | 2004 RU149 | 9 set 2004  | Socorro          | LINEAR              | —         | MPC                           |
| 481011     | 2004 RS151 | 25 ago 2004 | Kitt Peak        | Spacewatch          | —         | MPC                           |
| 481012     | 2004 RW161 | 22 jul 1998 | Caussols         | ODAS                | —         | MPC                           |
| 481013     | 2004 RB206 | 11 ago 2004 | Socorro          | LINEAR              | —         | MPC                           |
| 481014     | 2004 RG208 | 11 set 2004 | Socorro          | LINEAR              | —         | MPC                           |
| 481015     | 2004 RK246 | 10 set 2004 | Kitt Peak        | Spacewatch          | —         | MPC                           |
| 481016     | 2004 RE260 | 10 set 2004 | Kitt Peak        | Spacewatch          | —         | MPC                           |
| 481017     | 2004 TF35  | 4 out 2004  | Kitt Peak        | Spacewatch          | —         | MPC                           |
| 481018     | 2004 TK62  | 22 set 2004 | Kitt Peak        | Spacewatch          | —         | MPC                           |
| 481019     | 2004 TO85  | 5 out 2004  | Kitt Peak        | Spacewatch          | —         | MPC                           |
| 481020     | 2004 TZ105 | 7 out 2004  | Socorro          | LINEAR              | —         | MPC                           |
| 481021     | 2004 TH168 | 7 out 2004  | Socorro          | LINEAR              | —         | MPC                           |
| 481022     | 2004 TL287 | 9 out 2004  | Socorro          | LINEAR              | Mitidika  | MPC                           |
| 481023     | 2004 TJ370 | 8 out 2004  | Kitt Peak        | Spacewatch          | —         | MPC                           |
| 481024     | 2004 UH6   | 20 out 2004 | Socorro          | LINEAR              | —         | MPC                           |
| 481025     | 2004 VA1   | 3 nov 2004  | Socorro          | LINEAR              | —         | MPC                           |
| 481026     | 2004 VL56  | 4 nov 2004  | Kitt Peak        | Spacewatch          | —         | MPC                           |
| 481027     | 2004 XN44  | 13 dez 2004 | Mauna Kea        | D. J. Tholen        | —         | MPC                           |
| 481028     | 2004 XB73  | 30 nov 2004 | Anderson Mesa    | LONEOS              | —         | MPC                           |
| 481029     | 2004 XB76  | 10 dez 2004 | Kitt Peak        | Spacewatch          | —         | MPC                           |
| 481030     | 2004 YE12  | 18 dez 2004 | Mount Lemmon     | Mount Lemmon Survey | —         | MPC                           |
| 481031     | 2004 YL23  | 18 dez 2004 | Mount Lemmon     | Mount Lemmon Survey | —         | MPC                           |
| 481032     | 2004 YZ23  | 22 dez 2004 | Siding Spring    | SSS                 | —         | MPC                           |
| 481033     | 2005 AM29  | 15 jan 2005 | Kvistaberg       | UDAS                | —         | MPC                           |
| 481034     | 2005 AP73  | 15 jan 2005 | Kitt Peak        | Spacewatch          | —         | MPC                           |
| 481035     | 2005 AM76  | 15 jan 2005 | Kitt Peak        | Spacewatch          | —         | MPC                           |
| 481036     | 2005 BO35  | 16 jan 2005 | Mauna Kea        | C. Veillet          | —         | MPC                           |
| 481037     | 2005 CJ31  | 1 fev 2005  | Kitt Peak        | Spacewatch          | —         | MPC                           |
| 481038     | 2005 CP68  | 2 fev 2005  | Catalina         | CSS                 | —         | MPC                           |
| 481039     | 2005 EE41  | 1 mar 2005  | Catalina         | CSS                 | —         | MPC                           |
| 481040     | 2005 EG77  | 3 mar 2005  | Kitt Peak        | Spacewatch          | —         | MPC                           |
| 481041     | 2005 EC184 | 9 mar 2005  | Mount Lemmon     | Mount Lemmon Survey | —         | MPC                           |
| 481042     | 2005 EK190 | 13 jan 2005 | Kitt Peak        | Spacewatch          | —         | MPC                           |
| 481043     | 2005 ER192 | 11 mar 2005 | Mount Lemmon     | Mount Lemmon Survey | Phocaea   | MPC                           |
| 481044     | 2005 EG225 | 15 mar 2005 | Catalina         | CSS                 | —         | MPC                           |
| 481045     | 2005 EW283 | 11 mar 2005 | Mount Lemmon     | Mount Lemmon Survey | —         | MPC                           |
| 481046     | 2005 FE4   | 18 mar 2005 | Catalina         | CSS                 | —         | MPC                           |
| 481047     | 2005 FT8   | 31 mar 2005 | Catalina         | CSS                 | —         | MPC                           |
| 481048     | 2005 GA10  | 1 abr 2005  | Siding Spring    | SSS                 | —         | MPC                           |
| 481049     | 2005 GS12  | 1 abr 2005  | Anderson Mesa    | LONEOS              | —         | MPC                           |
| 481050     | 2005 GV32  | 4 abr 2005  | Socorro          | LINEAR              | —         | MPC                           |
| 481051     | 2005 GU109 | 5 abr 2005  | Mount Lemmon     | Mount Lemmon Survey | —         | MPC                           |
| 481052     | 2005 HD4   | 30 abr 2005 | Siding Spring    | SSS                 | —         | MPC                           |
| 481053     | 2005 JP45  | 3 mai 2005  | Kitt Peak        | DLS                 | —         | MPC                           |
| 481054     | 2005 JV57  | 7 mai 2005  | Kitt Peak        | Spacewatch          | Phocaea   | MPC                           |
| 481055     | 2005 JP102 | 9 mai 2005  | Kitt Peak        | Spacewatch          | —         | MPC                           |
| 481056     | 2005 LH31  | 13 jun 2005 | Mount Lemmon     | Mount Lemmon Survey | —         | MPC                           |
| 481057     | 2005 LS41  | 12 jun 2005 | Kitt Peak        | Spacewatch          | —         | MPC                           |
| 481058     | 2005 MM24  | 30 jun 2005 | Kitt Peak        | Spacewatch          | —         | MPC                           |
| 481059     | 2005 MW29  | 29 jun 2005 | Kitt Peak        | Spacewatch          | —         | MPC                           |
| 481060     | 2005 MX36  | 30 jun 2005 | Kitt Peak        | Spacewatch          | —         | MPC                           |
| 481061     | 2005 NA14  | 5 jul 2005  | Kitt Peak        | Spacewatch          | —         | MPC                           |
| 481062     | 2005 NG80  | 6 jul 2005  | Siding Spring    | SSS                 | —         | MPC                           |
| 481063     | 2005 OC3   | 28 jul 2005 | Palomar          | NEAT                | —         | MPC                           |
| 481064     | 2005 QU4   | 25 jul 2005 | Siding Spring    | SSS                 | —         | MPC                           |
| 481065     | 2005 QY23  | 27 ago 2005 | Kitt Peak        | Spacewatch          | —         | MPC                           |
| 481066     | 2005 QW54  | 28 ago 2005 | Kitt Peak        | Spacewatch          | —         | MPC                           |
| 481067     | 2005 QA59  | 25 ago 2005 | Palomar          | NEAT                | —         | MPC                           |
| 481068     | 2005 QW133 | 28 ago 2005 | Kitt Peak        | Spacewatch          | —         | MPC                           |
| 481069     | 2005 QU139 | 28 ago 2005 | Kitt Peak        | Spacewatch          | —         | MPC                           |
| 481070     | 2005 QM140 | 28 ago 2005 | Kitt Peak        | Spacewatch          | —         | MPC                           |
| 481071     | 2005 QJ163 | 30 ago 2005 | Kitt Peak        | Spacewatch          | —         | MPC                           |
| 481072     | 2005 QM187 | 31 ago 2005 | Kitt Peak        | Spacewatch          | —         | MPC                           |
| 481073     | 2005 RK    | 1 set 2005  | Anderson Mesa    | LONEOS              | —         | MPC                           |
| 481074     | 2005 SL11  | 23 set 2005 | Kitt Peak        | Spacewatch          | —         | MPC                           |
| 481075     | 2005 ST14  | 25 set 2005 | Goodricke-Pigott | R. A. Tucker        | —         | MPC                           |
| 481076     | 2005 SV19  | 25 set 2005 | Kingsnake        | J. V. McClusky      | —         | MPC                           |
| 481077     | 2005 SC35  | 23 set 2005 | Kitt Peak        | Spacewatch          | —         | MPC                           |
| 481078     | 2005 SB37  | 24 set 2005 | Kitt Peak        | Spacewatch          | Brangane  | MPC                           |
| 481079     | 2005 SC85  | 24 set 2005 | Kitt Peak        | Spacewatch          | —         | MPC                           |
| 481080     | 2005 SE92  | 24 set 2005 | Kitt Peak        | Spacewatch          | —         | MPC                           |
| 481081     | 2005 SX95  | 25 set 2005 | Kitt Peak        | Spacewatch          | —         | MPC                           |
| 481082     | 2005 SA98  | 25 set 2005 | Kitt Peak        | Spacewatch          | —         | MPC                           |
| 481083     | 2005 SQ131 | 24 set 2005 | Kitt Peak        | Spacewatch          | —         | MPC                           |
| 481084     | 2005 SV134 | 29 set 2005 | Mount Lemmon     | Mount Lemmon Survey | —         | MPC                           |
| 481085     | 2005 SA135 | 30 set 2005 | Catalina         | CSS                 | —         | MPC                           |
| 481086     | 2005 SL141 | 25 set 2005 | Kitt Peak        | Spacewatch          | —         | MPC                           |
| 481087     | 2005 SC150 | 25 set 2005 | Kitt Peak        | Spacewatch          | —         | MPC                           |
| 481088     | 2005 SW168 | 29 set 2005 | Kitt Peak        | Spacewatch          | —         | MPC                           |
| 481089     | 2005 SB172 | 29 set 2005 | Kitt Peak        | Spacewatch          | —         | MPC                           |
| 481090     | 2005 SY173 | 29 set 2005 | Anderson Mesa    | LONEOS              | —         | MPC                           |
| 481091     | 2005 SU174 | 29 set 2005 | Kitt Peak        | Spacewatch          | —         | MPC                           |
| 481092     | 2005 SB186 | 29 set 2005 | Mount Lemmon     | Mount Lemmon Survey | —         | MPC                           |
| 481093     | 2005 SO207 | 30 set 2005 | Kitt Peak        | Spacewatch          | —         | MPC                           |
| 481094     | 2005 SU230 | 30 set 2005 | Mount Lemmon     | Mount Lemmon Survey | —         | MPC                           |
| 481095     | 2005 SX233 | 30 set 2005 | Mount Lemmon     | Mount Lemmon Survey | —         | MPC                           |
| 481096     | 2005 SN235 | 29 set 2005 | Kitt Peak        | Spacewatch          | —         | MPC                           |
| 481097     | 2005 SW235 | 29 set 2005 | Kitt Peak        | Spacewatch          | —         | MPC                           |
| 481098     | 2005 SE263 | 23 set 2005 | Kitt Peak        | Spacewatch          | —         | MPC                           |
| 481099     | 2005 ST289 | 29 set 2005 | Siding Spring    | SSS                 | —         | MPC                           |
| 481100     | 2005 SJ290 | 29 set 2005 | Mount Lemmon     | Mount Lemmon Survey | —         | MPC                           |

## 481101–481200
| Designação | Designação | Descoberta  | Descoberta    | Descobridor(es)     | Categoria | Mais informações / Referência |
| Permanente | Provisória | Data        | Local         | Descobridor(es)     | Categoria | Mais informações / Referência |
| ---------- | ---------- | ----------- | ------------- | ------------------- | --------- | ----------------------------- |
| 481101     | 2005 TL2   | 1 out 2005  | Catalina      | CSS                 | —         | MPC                           |
| 481102     | 2005 TG3   | 1 out 2005  | Socorro       | LINEAR              | —         | MPC                           |
| 481103     | 2005 TY20  | 1 out 2005  | Mount Lemmon  | Mount Lemmon Survey | —         | MPC                           |
| 481104     | 2005 TD54  | 24 set 2005 | Kitt Peak     | Spacewatch          | —         | MPC                           |
| 481105     | 2005 TK78  | 7 out 2005  | Catalina      | CSS                 | —         | MPC                           |
| 481106     | 2005 TK95  | 6 out 2005  | Kitt Peak     | Spacewatch          | —         | MPC                           |
| 481107     | 2005 TH102 | 7 out 2005  | Mount Lemmon  | Mount Lemmon Survey | —         | MPC                           |
| 481108     | 2005 TA103 | 29 set 2005 | Mount Lemmon  | Mount Lemmon Survey | —         | MPC                           |
| 481109     | 2005 TT111 | 27 set 2005 | Kitt Peak     | Spacewatch          | —         | MPC                           |
| 481110     | 2005 TY119 | 7 out 2005  | Kitt Peak     | Spacewatch          | —         | MPC                           |
| 481111     | 2005 TG121 | 7 out 2005  | Kitt Peak     | Spacewatch          | —         | MPC                           |
| 481112     | 2005 TZ124 | 7 out 2005  | Kitt Peak     | Spacewatch          | —         | MPC                           |
| 481113     | 2005 TD125 | 7 out 2005  | Kitt Peak     | Spacewatch          | —         | MPC                           |
| 481114     | 2005 TY127 | 30 set 2005 | Mount Lemmon  | Mount Lemmon Survey | —         | MPC                           |
| 481115     | 2005 TL129 | 7 out 2005  | Kitt Peak     | Spacewatch          | —         | MPC                           |
| 481116     | 2005 TW130 | 24 set 2005 | Kitt Peak     | Spacewatch          | Brangane  | MPC                           |
| 481117     | 2005 TM140 | 8 out 2005  | Kitt Peak     | Spacewatch          | —         | MPC                           |
| 481118     | 2005 TM141 | 8 out 2005  | Kitt Peak     | Spacewatch          | —         | MPC                           |
| 481119     | 2005 TS143 | 8 out 2005  | Kitt Peak     | Spacewatch          | —         | MPC                           |
| 481120     | 2005 TF145 | 29 set 2005 | Kitt Peak     | Spacewatch          | —         | MPC                           |
| 481121     | 2005 TU153 | 7 out 2005  | Mount Lemmon  | Mount Lemmon Survey | —         | MPC                           |
| 481122     | 2005 TL163 | 26 set 2005 | Kitt Peak     | Spacewatch          | —         | MPC                           |
| 481123     | 2005 TR171 | 10 out 2005 | Catalina      | CSS                 | —         | MPC                           |
| 481124     | 2005 TX186 | 3 out 2005  | Kitt Peak     | Spacewatch          | Brangane  | MPC                           |
| 481125     | 2005 TL190 | 7 out 2005  | Anderson Mesa | LONEOS              | —         | MPC                           |
| 481126     | 2005 UV2   | 23 out 2005 | Palomar       | NEAT                | —         | MPC                           |
| 481127     | 2005 UJ6   | 28 out 2005 | Catalina      | CSS                 | —         | MPC                           |
| 481128     | 2005 UA8   | 6 out 2005  | Mount Lemmon  | Mount Lemmon Survey | —         | MPC                           |
| 481129     | 2005 UV10  | 12 out 2005 | Kitt Peak     | Spacewatch          | —         | MPC                           |
| 481130     | 2005 UF11  | 1 out 2005  | Mount Lemmon  | Mount Lemmon Survey | Mitidika  | MPC                           |
| 481131     | 2005 UB21  | 23 out 2005 | Kitt Peak     | Spacewatch          | —         | MPC                           |
| 481132     | 2005 UU24  | 30 set 2005 | Mount Lemmon  | Mount Lemmon Survey | —         | MPC                           |
| 481133     | 2005 UE25  | 5 out 2005  | Kitt Peak     | Spacewatch          | —         | MPC                           |
| 481134     | 2005 UC39  | 24 out 2005 | Kitt Peak     | Spacewatch          | —         | MPC                           |
| 481135     | 2005 UO43  | 22 out 2005 | Kitt Peak     | Spacewatch          | —         | MPC                           |
| 481136     | 2005 UG57  | 24 out 2005 | Anderson Mesa | LONEOS              | —         | MPC                           |
| 481137     | 2005 UU59  | 25 out 2005 | Kitt Peak     | Spacewatch          | —         | MPC                           |
| 481138     | 2005 UJ63  | 25 out 2005 | Mount Lemmon  | Mount Lemmon Survey | —         | MPC                           |
| 481139     | 2005 UM67  | 22 out 2005 | Palomar       | NEAT                | —         | MPC                           |
| 481140     | 2005 UN79  | 25 out 2005 | Catalina      | CSS                 | —         | MPC                           |
| 481141     | 2005 UZ83  | 22 out 2005 | Kitt Peak     | Spacewatch          | Brangane  | MPC                           |
| 481142     | 2005 UL92  | 22 out 2005 | Kitt Peak     | Spacewatch          | —         | MPC                           |
| 481143     | 2005 UE103 | 22 out 2005 | Kitt Peak     | Spacewatch          | Juno      | MPC                           |
| 481144     | 2005 UM104 | 22 out 2005 | Kitt Peak     | Spacewatch          | —         | MPC                           |
| 481145     | 2005 UX113 | 22 out 2005 | Kitt Peak     | Spacewatch          | —         | MPC                           |
| 481146     | 2005 UJ119 | 24 out 2005 | Kitt Peak     | Spacewatch          | —         | MPC                           |
| 481147     | 2005 UM121 | 24 out 2005 | Kitt Peak     | Spacewatch          | —         | MPC                           |
| 481148     | 2005 UT129 | 24 out 2005 | Kitt Peak     | Spacewatch          | —         | MPC                           |
| 481149     | 2005 UA131 | 24 out 2005 | Kitt Peak     | Spacewatch          | —         | MPC                           |
| 481150     | 2005 UQ147 | 26 out 2005 | Kitt Peak     | Spacewatch          | —         | MPC                           |
| 481151     | 2005 UQ152 | 23 out 2005 | Catalina      | CSS                 | —         | MPC                           |
| 481152     | 2005 UH160 | 22 out 2005 | Catalina      | CSS                 | —         | MPC                           |
| 481153     | 2005 UW162 | 29 set 2005 | Kitt Peak     | Spacewatch          | —         | MPC                           |
| 481154     | 2005 UT167 | 6 out 2005  | Mount Lemmon  | Mount Lemmon Survey | —         | MPC                           |
| 481155     | 2005 UD174 | 24 out 2005 | Kitt Peak     | Spacewatch          | —         | MPC                           |
| 481156     | 2005 UU182 | 24 out 2005 | Kitt Peak     | Spacewatch          | —         | MPC                           |
| 481157     | 2005 UT183 | 25 out 2005 | Kitt Peak     | Spacewatch          | —         | MPC                           |
| 481158     | 2005 UY188 | 27 out 2005 | Mount Lemmon  | Mount Lemmon Survey | —         | MPC                           |
| 481159     | 2005 UO191 | 27 out 2005 | Mount Lemmon  | Mount Lemmon Survey | —         | MPC                           |
| 481160     | 2005 UX194 | 22 out 2005 | Kitt Peak     | Spacewatch          | —         | MPC                           |
| 481161     | 2005 UW196 | 24 out 2005 | Kitt Peak     | Spacewatch          | —         | MPC                           |
| 481162     | 2005 UJ202 | 25 out 2005 | Kitt Peak     | Spacewatch          | —         | MPC                           |
| 481163     | 2005 UF203 | 25 out 2005 | Kitt Peak     | Spacewatch          | Mitidika  | MPC                           |
| 481164     | 2005 UF210 | 27 out 2005 | Kitt Peak     | Spacewatch          | —         | MPC                           |
| 481165     | 2005 UZ211 | 27 out 2005 | Kitt Peak     | Spacewatch          | —         | MPC                           |
| 481166     | 2005 UO212 | 22 out 2005 | Kitt Peak     | Spacewatch          | —         | MPC                           |
| 481167     | 2005 UE221 | 25 out 2005 | Kitt Peak     | Spacewatch          | —         | MPC                           |
| 481168     | 2005 UK221 | 25 out 2005 | Kitt Peak     | Spacewatch          | —         | MPC                           |
| 481169     | 2005 UB229 | 25 out 2005 | Kitt Peak     | Spacewatch          | —         | MPC                           |
| 481170     | 2005 UJ230 | 25 out 2005 | Kitt Peak     | Spacewatch          | —         | MPC                           |
| 481171     | 2005 UM231 | 25 out 2005 | Mount Lemmon  | Mount Lemmon Survey | —         | MPC                           |
| 481172     | 2005 UF232 | 25 out 2005 | Mount Lemmon  | Mount Lemmon Survey | —         | MPC                           |
| 481173     | 2005 UF237 | 25 out 2005 | Kitt Peak     | Spacewatch          | —         | MPC                           |
| 481174     | 2005 UQ239 | 25 out 2005 | Kitt Peak     | Spacewatch          | —         | MPC                           |
| 481175     | 2005 UB246 | 27 out 2005 | Anderson Mesa | LONEOS              | —         | MPC                           |
| 481176     | 2005 UP261 | 23 set 2005 | Kitt Peak     | Spacewatch          | —         | MPC                           |
| 481177     | 2005 UO264 | 27 out 2005 | Kitt Peak     | Spacewatch          | —         | MPC                           |
| 481178     | 2005 UM267 | 27 out 2005 | Kitt Peak     | Spacewatch          | —         | MPC                           |
| 481179     | 2005 UD277 | 30 set 2005 | Mount Lemmon  | Mount Lemmon Survey | —         | MPC                           |
| 481180     | 2005 UX279 | 24 out 2005 | Kitt Peak     | Spacewatch          | —         | MPC                           |
| 481181     | 2005 UY291 | 26 out 2005 | Kitt Peak     | Spacewatch          | —         | MPC                           |
| 481182     | 2005 UK307 | 27 out 2005 | Mount Lemmon  | Mount Lemmon Survey | —         | MPC                           |
| 481183     | 2005 UP316 | 25 out 2005 | Kitt Peak     | Spacewatch          | —         | MPC                           |
| 481184     | 2005 UO323 | 28 out 2005 | Kitt Peak     | Spacewatch          | —         | MPC                           |
| 481185     | 2005 UG327 | 29 out 2005 | Kitt Peak     | Spacewatch          | —         | MPC                           |
| 481186     | 2005 UU333 | 29 out 2005 | Mount Lemmon  | Mount Lemmon Survey | —         | MPC                           |
| 481187     | 2005 UR336 | 25 out 2005 | Catalina      | CSS                 | —         | MPC                           |
| 481188     | 2005 US338 | 31 out 2005 | Kitt Peak     | Spacewatch          | Brangane  | MPC                           |
| 481189     | 2005 UP347 | 22 out 2005 | Kitt Peak     | Spacewatch          | —         | MPC                           |
| 481190     | 2005 UU353 | 29 out 2005 | Catalina      | CSS                 | —         | MPC                           |
| 481191     | 2005 UA374 | 27 out 2005 | Kitt Peak     | Spacewatch          | —         | MPC                           |
| 481192     | 2005 UB399 | 1 out 2005  | Mount Lemmon  | Mount Lemmon Survey | —         | MPC                           |
| 481193     | 2005 UW402 | 28 out 2005 | Kitt Peak     | Spacewatch          | —         | MPC                           |
| 481194     | 2005 UT424 | 28 out 2005 | Kitt Peak     | Spacewatch          | —         | MPC                           |
| 481195     | 2005 UL447 | 29 out 2005 | Catalina      | CSS                 | —         | MPC                           |
| 481196     | 2005 UX460 | 28 out 2005 | Mount Lemmon  | Mount Lemmon Survey | Ursula    | MPC                           |
| 481197     | 2005 UD461 | 28 out 2005 | Mount Lemmon  | Mount Lemmon Survey | —         | MPC                           |
| 481198     | 2005 UW471 | 30 out 2005 | Kitt Peak     | Spacewatch          | —         | MPC                           |
| 481199     | 2005 UE474 | 31 out 2005 | Mount Lemmon  | Mount Lemmon Survey | —         | MPC                           |
| 481200     | 2005 UC480 | 30 jul 2005 | Siding Spring | SSS                 | —         | MPC                           |

## 481201–481300
| Designação | Designação | Descoberta  | Descoberta   | Descobridor(es)     | Categoria | Mais informações / Referência |
| Permanente | Provisória | Data        | Local        | Descobridor(es)     | Categoria | Mais informações / Referência |
| ---------- | ---------- | ----------- | ------------ | ------------------- | --------- | ----------------------------- |
| 481201     | 2005 UA483 | 22 out 2005 | Catalina     | CSS                 | —         | MPC                           |
| 481202     | 2005 US487 | 23 out 2005 | Catalina     | CSS                 | —         | MPC                           |
| 481203     | 2005 UB490 | 30 set 2005 | Mount Lemmon | Mount Lemmon Survey | —         | MPC                           |
| 481204     | 2005 UG515 | 22 out 2005 | Apache Point | A. C. Becker        | —         | MPC                           |
| 481205     | 2005 UH517 | 25 out 2005 | Apache Point | A. C. Becker        | Brangane  | MPC                           |
| 481206     | 2005 UE527 | 28 out 2005 | Kitt Peak    | Spacewatch          | —         | MPC                           |
| 481207     | 2005 UC529 | 22 out 2005 | Kitt Peak    | Spacewatch          | —         | MPC                           |
| 481208     | 2005 VY    | 30 out 2005 | Socorro      | LINEAR              | Juno      | MPC                           |
| 481209     | 2005 VH3   | 1 out 2005  | Kitt Peak    | Spacewatch          | —         | MPC                           |
| 481210     | 2005 VA32  | 25 out 2005 | Mount Lemmon | Mount Lemmon Survey | —         | MPC                           |
| 481211     | 2005 VK32  | 1 out 2005  | Mount Lemmon | Mount Lemmon Survey | —         | MPC                           |
| 481212     | 2005 VZ32  | 4 nov 2005  | Kitt Peak    | Spacewatch          | Brangane  | MPC                           |
| 481213     | 2005 VB36  | 3 nov 2005  | Socorro      | LINEAR              | —         | MPC                           |
| 481214     | 2005 VP37  | 28 out 2005 | Catalina     | CSS                 | —         | MPC                           |
| 481215     | 2005 VC40  | 21 abr 2004 | Kitt Peak    | Spacewatch          | —         | MPC                           |
| 481216     | 2005 VK41  | 1 nov 2005  | Mount Lemmon | Mount Lemmon Survey | —         | MPC                           |
| 481217     | 2005 VP45  | 25 out 2005 | Kitt Peak    | Spacewatch          | —         | MPC                           |
| 481218     | 2005 VY49  | 2 nov 2005  | Mount Lemmon | Mount Lemmon Survey | —         | MPC                           |
| 481219     | 2005 VA50  | 2 nov 2005  | Mount Lemmon | Mount Lemmon Survey | —         | MPC                           |
| 481220     | 2005 VR80  | 5 nov 2005  | Catalina     | CSS                 | —         | MPC                           |
| 481221     | 2005 VE96  | 27 out 2005 | Kitt Peak    | Spacewatch          | —         | MPC                           |
| 481222     | 2005 VS103 | 2 nov 2005  | Mount Lemmon | Mount Lemmon Survey | —         | MPC                           |
| 481223     | 2005 WK5   | 20 nov 2005 | Palomar      | NEAT                | —         | MPC                           |
| 481224     | 2005 WV15  | 22 nov 2005 | Kitt Peak    | Spacewatch          | —         | MPC                           |
| 481225     | 2005 WR24  | 21 nov 2005 | Kitt Peak    | Spacewatch          | —         | MPC                           |
| 481226     | 2005 WU24  | 21 nov 2005 | Kitt Peak    | Spacewatch          | —         | MPC                           |
| 481227     | 2005 WP29  | 21 nov 2005 | Kitt Peak    | Spacewatch          | —         | MPC                           |
| 481228     | 2005 WT29  | 6 nov 2005  | Mount Lemmon | Mount Lemmon Survey | —         | MPC                           |
| 481229     | 2005 WN40  | 25 nov 2005 | Mount Lemmon | Mount Lemmon Survey | —         | MPC                           |
| 481230     | 2005 WP48  | 25 nov 2005 | Kitt Peak    | Spacewatch          | —         | MPC                           |
| 481231     | 2005 WN55  | 28 nov 2005 | Junk Bond    | D. Healy            | —         | MPC                           |
| 481232     | 2005 WN67  | 22 nov 2005 | Kitt Peak    | Spacewatch          | —         | MPC                           |
| 481233     | 2005 WJ80  | 25 nov 2005 | Mount Lemmon | Mount Lemmon Survey | —         | MPC                           |
| 481234     | 2005 WS86  | 5 nov 2005  | Kitt Peak    | Spacewatch          | —         | MPC                           |
| 481235     | 2005 WU86  | 28 nov 2005 | Mount Lemmon | Mount Lemmon Survey | —         | MPC                           |
| 481236     | 2005 WN91  | 28 nov 2005 | Mount Lemmon | Mount Lemmon Survey | —         | MPC                           |
| 481237     | 2005 WM105 | 29 nov 2005 | Socorro      | LINEAR              | —         | MPC                           |
| 481238     | 2005 WG108 | 28 nov 2005 | Catalina     | CSS                 | —         | MPC                           |
| 481239     | 2005 WS110 | 29 out 2005 | Mount Lemmon | Mount Lemmon Survey | —         | MPC                           |
| 481240     | 2005 WT120 | 14 set 2005 | Catalina     | CSS                 | —         | MPC                           |
| 481241     | 2005 WD130 | 26 out 2005 | Kitt Peak    | Spacewatch          | —         | MPC                           |
| 481242     | 2005 WM135 | 25 nov 2005 | Mount Lemmon | Mount Lemmon Survey | —         | MPC                           |
| 481243     | 2005 WW140 | 26 nov 2005 | Mount Lemmon | Mount Lemmon Survey | —         | MPC                           |
| 481244     | 2005 WZ144 | 25 nov 2005 | Kitt Peak    | Spacewatch          | —         | MPC                           |
| 481245     | 2005 WD146 | 25 nov 2005 | Kitt Peak    | Spacewatch          | —         | MPC                           |
| 481246     | 2005 WJ146 | 25 nov 2005 | Kitt Peak    | Spacewatch          | —         | MPC                           |
| 481247     | 2005 WB150 | 28 nov 2005 | Kitt Peak    | Spacewatch          | —         | MPC                           |
| 481248     | 2005 WR153 | 25 out 2005 | Catalina     | CSS                 | —         | MPC                           |
| 481249     | 2005 WP154 | 29 nov 2005 | Kitt Peak    | Spacewatch          | —         | MPC                           |
| 481250     | 2005 WA155 | 25 nov 2005 | Kitt Peak    | Spacewatch          | —         | MPC                           |
| 481251     | 2005 WX160 | 6 nov 2005  | Mount Lemmon | Mount Lemmon Survey | —         | MPC                           |
| 481252     | 2005 WW168 | 30 nov 2005 | Kitt Peak    | Spacewatch          | —         | MPC                           |
| 481253     | 2005 WY172 | 6 nov 2005  | Kitt Peak    | Spacewatch          | —         | MPC                           |
| 481254     | 2005 WO180 | 8 out 2005  | Catalina     | CSS                 | —         | MPC                           |
| 481255     | 2005 WL181 | 25 nov 2005 | Catalina     | CSS                 | —         | MPC                           |
| 481256     | 2005 WK184 | 28 nov 2005 | Catalina     | CSS                 | —         | MPC                           |
| 481257     | 2005 WV203 | 25 nov 2005 | Catalina     | CSS                 | —         | MPC                           |
| 481258     | 2005 WR205 | 30 nov 2005 | Mount Lemmon | Mount Lemmon Survey | —         | MPC                           |
| 481259     | 2005 XM6   | 28 nov 2005 | Socorro      | LINEAR              | —         | MPC                           |
| 481260     | 2005 XD36  | 4 dez 2005  | Kitt Peak    | Spacewatch          | —         | MPC                           |
| 481261     | 2005 XB43  | 2 dez 2005  | Kitt Peak    | Spacewatch          | —         | MPC                           |
| 481262     | 2005 XR52  | 2 dez 2005  | Kitt Peak    | Spacewatch          | —         | MPC                           |
| 481263     | 2005 XH62  | 28 nov 2005 | Socorro      | LINEAR              | —         | MPC                           |
| 481264     | 2005 XO62  | 5 dez 2005  | Mount Lemmon | Mount Lemmon Survey | —         | MPC                           |
| 481265     | 2005 XV72  | 6 dez 2005  | Kitt Peak    | Spacewatch          | —         | MPC                           |
| 481266     | 2005 XU73  | 6 dez 2005  | Kitt Peak    | Spacewatch          | —         | MPC                           |
| 481267     | 2005 XG81  | 7 dez 2005  | Kitt Peak    | Spacewatch          | —         | MPC                           |
| 481268     | 2005 XQ82  | 10 dez 2005 | Kitt Peak    | Spacewatch          | —         | MPC                           |
| 481269     | 2005 XG92  | 12 out 2005 | Kitt Peak    | Spacewatch          | —         | MPC                           |
| 481270     | 2005 YF5   | 29 nov 2005 | Kitt Peak    | Spacewatch          | Brangane  | MPC                           |
| 481271     | 2005 YR5   | 26 nov 2005 | Kitt Peak    | Spacewatch          | —         | MPC                           |
| 481272     | 2005 YC18  | 23 dez 2005 | Kitt Peak    | Spacewatch          | —         | MPC                           |
| 481273     | 2005 YL18  | 23 dez 2005 | Kitt Peak    | Spacewatch          | —         | MPC                           |
| 481274     | 2005 YN19  | 7 set 2004  | Kitt Peak    | Spacewatch          | Ursula    | MPC                           |
| 481275     | 2005 YA26  | 24 dez 2005 | Kitt Peak    | Spacewatch          | —         | MPC                           |
| 481276     | 2005 YH29  | 24 dez 2005 | Kitt Peak    | Spacewatch          | —         | MPC                           |
| 481277     | 2005 YA33  | 22 dez 2005 | Kitt Peak    | Spacewatch          | —         | MPC                           |
| 481278     | 2005 YD42  | 22 dez 2005 | Kitt Peak    | Spacewatch          | —         | MPC                           |
| 481279     | 2005 YR45  | 25 dez 2005 | Kitt Peak    | Spacewatch          | —         | MPC                           |
| 481280     | 2005 YA46  | 25 dez 2005 | Kitt Peak    | Spacewatch          | —         | MPC                           |
| 481281     | 2005 YK47  | 10 dez 2005 | Socorro      | LINEAR              | —         | MPC                           |
| 481282     | 2005 YE49  | 22 dez 2005 | Kitt Peak    | Spacewatch          | —         | MPC                           |
| 481283     | 2005 YP63  | 2 dez 2005  | Mount Lemmon | Mount Lemmon Survey | —         | MPC                           |
| 481284     | 2005 YB65  | 25 dez 2005 | Kitt Peak    | Spacewatch          | Juno      | MPC                           |
| 481285     | 2005 YM79  | 24 dez 2005 | Kitt Peak    | Spacewatch          | —         | MPC                           |
| 481286     | 2005 YQ81  | 24 dez 2005 | Kitt Peak    | Spacewatch          | —         | MPC                           |
| 481287     | 2005 YB86  | 2 dez 2005  | Mount Lemmon | Mount Lemmon Survey | Brangane  | MPC                           |
| 481288     | 2005 YN86  | 25 dez 2005 | Kitt Peak    | Spacewatch          | —         | MPC                           |
| 481289     | 2005 YX88  | 25 dez 2005 | Mount Lemmon | Mount Lemmon Survey | —         | MPC                           |
| 481290     | 2005 YF91  | 26 dez 2005 | Mount Lemmon | Mount Lemmon Survey | —         | MPC                           |
| 481291     | 2005 YL104 | 25 dez 2005 | Kitt Peak    | Spacewatch          | —         | MPC                           |
| 481292     | 2005 YK120 | 27 dez 2005 | Socorro      | LINEAR              | —         | MPC                           |
| 481293     | 2005 YT132 | 26 dez 2005 | Kitt Peak    | Spacewatch          | —         | MPC                           |
| 481294     | 2005 YR149 | 25 dez 2005 | Kitt Peak    | Spacewatch          | —         | MPC                           |
| 481295     | 2005 YO153 | 29 dez 2005 | Catalina     | CSS                 | —         | MPC                           |
| 481296     | 2005 YP167 | 27 dez 2005 | Kitt Peak    | Spacewatch          | —         | MPC                           |
| 481297     | 2005 YM201 | 24 dez 2005 | Kitt Peak    | Spacewatch          | —         | MPC                           |
| 481298     | 2005 YG203 | 30 nov 2005 | Mount Lemmon | Mount Lemmon Survey | —         | MPC                           |
| 481299     | 2005 YM214 | 30 dez 2005 | Catalina     | CSS                 | —         | MPC                           |
| 481300     | 2005 YC218 | 21 nov 2005 | Kitt Peak    | Spacewatch          | —         | MPC                           |

## 481301–481400
| Designação | Designação | Descoberta  | Descoberta    | Descobridor(es)     | Categoria | Mais informações / Referência |
| Permanente | Provisória | Data        | Local         | Descobridor(es)     | Categoria | Mais informações / Referência |
| ---------- | ---------- | ----------- | ------------- | ------------------- | --------- | ----------------------------- |
| 481301     | 2005 YM218 | 30 dez 2005 | Mount Lemmon  | Mount Lemmon Survey | —         | MPC                           |
| 481302     | 2005 YY218 | 7 dez 2005  | Kitt Peak     | Spacewatch          | —         | MPC                           |
| 481303     | 2005 YD222 | 2 dez 2005  | Kitt Peak     | Spacewatch          | —         | MPC                           |
| 481304     | 2005 YA223 | 23 dez 2005 | Kitt Peak     | Spacewatch          | —         | MPC                           |
| 481305     | 2005 YB223 | 4 nov 2005  | Kitt Peak     | Spacewatch          | —         | MPC                           |
| 481306     | 2005 YX227 | 25 dez 2005 | Mount Lemmon  | Mount Lemmon Survey | —         | MPC                           |
| 481307     | 2005 YW246 | 30 dez 2005 | Mount Lemmon  | Mount Lemmon Survey | —         | MPC                           |
| 481308     | 2005 YA248 | 31 dez 2005 | Kitt Peak     | Spacewatch          | —         | MPC                           |
| 481309     | 2005 YS269 | 26 dez 2005 | Mount Lemmon  | Mount Lemmon Survey | —         | MPC                           |
| 481310     | 2005 YE273 | 30 dez 2005 | Kitt Peak     | Spacewatch          | —         | MPC                           |
| 481311     | 2006 AN5   | 2 jan 2006  | Catalina      | CSS                 | —         | MPC                           |
| 481312     | 2006 AQ14  | 5 jan 2006  | Mount Lemmon  | Mount Lemmon Survey | —         | MPC                           |
| 481313     | 2006 AY16  | 5 jan 2006  | Kitt Peak     | Spacewatch          | —         | MPC                           |
| 481314     | 2006 AG17  | 5 jan 2006  | Kitt Peak     | Spacewatch          | —         | MPC                           |
| 481315     | 2006 AU23  | 4 jan 2006  | Mount Lemmon  | Mount Lemmon Survey | —         | MPC                           |
| 481316     | 2006 AR30  | 4 jan 2006  | Kitt Peak     | Spacewatch          | —         | MPC                           |
| 481317     | 2006 AV34  | 4 jan 2006  | Kitt Peak     | Spacewatch          | —         | MPC                           |
| 481318     | 2006 AB68  | 5 jan 2006  | Mount Lemmon  | Mount Lemmon Survey | —         | MPC                           |
| 481319     | 2006 AG74  | 5 jan 2006  | Catalina      | CSS                 | —         | MPC                           |
| 481320     | 2006 AU85  | 10 jan 2006 | Catalina      | CSS                 | —         | MPC                           |
| 481321     | 2006 AF86  | 5 jan 2006  | Catalina      | CSS                 | —         | MPC                           |
| 481322     | 2006 BT    | 19 jan 2006 | Gnosca        | S. Sposetti         | —         | MPC                           |
| 481323     | 2006 BX10  | 20 jan 2006 | Kitt Peak     | Spacewatch          | —         | MPC                           |
| 481324     | 2006 BO14  | 22 dez 2005 | Kitt Peak     | Spacewatch          | —         | MPC                           |
| 481325     | 2006 BD25  | 10 jan 2006 | Mount Lemmon  | Mount Lemmon Survey | —         | MPC                           |
| 481326     | 2006 BC26  | 22 jan 2006 | Anderson Mesa | LONEOS              | —         | MPC                           |
| 481327     | 2006 BB27  | 23 jan 2006 | Kitt Peak     | Spacewatch          | —         | MPC                           |
| 481328     | 2006 BS35  | 23 jan 2006 | Mount Lemmon  | Mount Lemmon Survey | —         | MPC                           |
| 481329     | 2006 BT48  | 25 jan 2006 | Kitt Peak     | Spacewatch          | —         | MPC                           |
| 481330     | 2006 BY51  | 25 jan 2006 | Kitt Peak     | Spacewatch          | —         | MPC                           |
| 481331     | 2006 BK58  | 23 jan 2006 | Kitt Peak     | Spacewatch          | —         | MPC                           |
| 481332     | 2006 BJ76  | 23 jan 2006 | Kitt Peak     | Spacewatch          | —         | MPC                           |
| 481333     | 2006 BV88  | 25 jan 2006 | Kitt Peak     | Spacewatch          | —         | MPC                           |
| 481334     | 2006 BX92  | 26 jan 2006 | Kitt Peak     | Spacewatch          | —         | MPC                           |
| 481335     | 2006 BH114 | 7 jan 2006  | Mount Lemmon  | Mount Lemmon Survey | —         | MPC                           |
| 481336     | 2006 BN153 | 7 jan 2006  | Mount Lemmon  | Mount Lemmon Survey | —         | MPC                           |
| 481337     | 2006 BG190 | 28 jan 2006 | Kitt Peak     | Spacewatch          | —         | MPC                           |
| 481338     | 2006 BH218 | 27 jan 2006 | Mount Lemmon  | Mount Lemmon Survey | —         | MPC                           |
| 481339     | 2006 BM223 | 30 jan 2006 | Kitt Peak     | Spacewatch          | —         | MPC                           |
| 481340     | 2006 BK240 | 31 jan 2006 | Kitt Peak     | Spacewatch          | —         | MPC                           |
| 481341     | 2006 BA242 | 31 jan 2006 | Kitt Peak     | Spacewatch          | —         | MPC                           |
| 481342     | 2006 BL265 | 31 jan 2006 | Kitt Peak     | Spacewatch          | —         | MPC                           |
| 481343     | 2006 BM265 | 6 jan 2006  | Mount Lemmon  | Mount Lemmon Survey | —         | MPC                           |
| 481344     | 2006 CM13  | 1 fev 2006  | Kitt Peak     | Spacewatch          | —         | MPC                           |
| 481345     | 2006 CE19  | 6 jan 2006  | Mount Lemmon  | Mount Lemmon Survey | —         | MPC                           |
| 481346     | 2006 CQ24  | 10 jan 2006 | Mount Lemmon  | Mount Lemmon Survey | —         | MPC                           |
| 481347     | 2006 CM58  | 5 fev 2006  | Mount Lemmon  | Mount Lemmon Survey | Mitidika  | MPC                           |
| 481348     | 2006 DN44  | 1 fev 2006  | Mount Lemmon  | Mount Lemmon Survey | —         | MPC                           |
| 481349     | 2006 DV47  | 21 fev 2006 | Mount Lemmon  | Mount Lemmon Survey | —         | MPC                           |
| 481350     | 2006 DK48  | 30 jan 2006 | Kitt Peak     | Spacewatch          | —         | MPC                           |
| 481351     | 2006 DG62  | 22 fev 2006 | Anderson Mesa | LONEOS              | —         | MPC                           |
| 481352     | 2006 DP65  | 28 jan 2006 | Anderson Mesa | LONEOS              | —         | MPC                           |
| 481353     | 2006 DL68  | 23 jan 2006 | Kitt Peak     | Spacewatch          | —         | MPC                           |
| 481354     | 2006 DS78  | 24 fev 2006 | Kitt Peak     | Spacewatch          | —         | MPC                           |
| 481355     | 2006 DR90  | 24 fev 2006 | Kitt Peak     | Spacewatch          | —         | MPC                           |
| 481356     | 2006 DH205 | 25 fev 2006 | Kitt Peak     | Spacewatch          | —         | MPC                           |
| 481357     | 2006 EY22  | 3 mar 2006  | Kitt Peak     | Spacewatch          | —         | MPC                           |
| 481358     | 2006 ES69  | 9 mar 2006  | Catalina      | CSS                 | —         | MPC                           |
| 481359     | 2006 FO9   | 6 mar 2006  | Catalina      | CSS                 | —         | MPC                           |
| 481360     | 2006 FM25  | 24 mar 2006 | Kitt Peak     | Spacewatch          | —         | MPC                           |
| 481361     | 2006 FH41  | 26 mar 2006 | Mount Lemmon  | Mount Lemmon Survey | —         | MPC                           |
| 481362     | 2006 FT50  | 26 mar 2006 | Siding Spring | SSS                 | —         | MPC                           |
| 481363     | 2006 GS49  | 1 fev 2006  | Catalina      | CSS                 | —         | MPC                           |
| 481364     | 2006 HN19  | 18 abr 2006 | Kitt Peak     | Spacewatch          | —         | MPC                           |
| 481365     | 2006 HJ33  | 19 abr 2006 | Mount Lemmon  | Mount Lemmon Survey | —         | MPC                           |
| 481366     | 2006 HY70  | 25 abr 2006 | Kitt Peak     | Spacewatch          | —         | MPC                           |
| 481367     | 2006 HQ129 | 23 jan 2006 | Kitt Peak     | Spacewatch          | —         | MPC                           |
| 481368     | 2006 HQ132 | 26 abr 2006 | Cerro Tololo  | M. W. Buie          | —         | MPC                           |
| 481369     | 2006 HN142 | 27 abr 2006 | Cerro Tololo  | M. W. Buie          | —         | MPC                           |
| 481370     | 2006 JD20  | 2 mai 2006  | Kitt Peak     | Spacewatch          | —         | MPC                           |
| 481371     | 2006 JY49  | 2 mai 2006  | Mount Lemmon  | Mount Lemmon Survey | —         | MPC                           |
| 481372     | 2006 KP5   | 25 abr 2006 | Mount Lemmon  | Mount Lemmon Survey | —         | MPC                           |
| 481373     | 2006 KJ12  | 20 mai 2006 | Kitt Peak     | Spacewatch          | —         | MPC                           |
| 481374     | 2006 KD24  | 19 mai 2006 | Mount Lemmon  | Mount Lemmon Survey | —         | MPC                           |
| 481375     | 2006 KG33  | 20 mai 2006 | Kitt Peak     | Spacewatch          | —         | MPC                           |
| 481376     | 2006 KO48  | 21 mai 2006 | Kitt Peak     | Spacewatch          | —         | MPC                           |
| 481377     | 2006 KS54  | 21 mai 2006 | Kitt Peak     | Spacewatch          | —         | MPC                           |
| 481378     | 2006 KD87  | 21 mai 2006 | Kitt Peak     | Spacewatch          | —         | MPC                           |
| 481379     | 2006 KE102 | 27 mai 2006 | Kitt Peak     | Spacewatch          | —         | MPC                           |
| 481380     | 2006 MP8   | 19 jun 2006 | Mount Lemmon  | Mount Lemmon Survey | —         | MPC                           |
| 481381     | 2006 OS5   | 22 jul 2006 | Palomar       | NEAT                | —         | MPC                           |
| 481382     | 2006 PM19  | 20 jun 2006 | Mount Lemmon  | Mount Lemmon Survey | —         | MPC                           |
| 481383     | 2006 PX26  | 15 ago 2006 | Palomar       | NEAT                | —         | MPC                           |
| 481384     | 2006 QZ29  | 21 jul 2006 | Catalina      | CSS                 | —         | MPC                           |
| 481385     | 2006 QG43  | 18 ago 2006 | Kitt Peak     | Spacewatch          | —         | MPC                           |
| 481386     | 2006 QM65  | 27 ago 2006 | Kitt Peak     | Spacewatch          | —         | MPC                           |
| 481387     | 2006 QD89  | 18 ago 2006 | Kitt Peak     | Spacewatch          | —         | MPC                           |
| 481388     | 2006 RD1   | 6 set 2006  | Wrightwood    | J. W. Young         | —         | MPC                           |
| 481389     | 2006 RX38  | 14 set 2006 | Catalina      | CSS                 | —         | MPC                           |
| 481390     | 2006 RV64  | 14 set 2006 | Kitt Peak     | Spacewatch          | —         | MPC                           |
| 481391     | 2006 RE78  | 15 set 2006 | Kitt Peak     | Spacewatch          | —         | MPC                           |
| 481392     | 2006 RG90  | 15 set 2006 | Kitt Peak     | Spacewatch          | —         | MPC                           |
| 481393     | 2006 RO122 | 15 set 2006 | Kitt Peak     | Spacewatch          | Themis    | MPC                           |
| 481394     | 2006 SF6   | 17 set 2006 | Catalina      | CSS                 | —         | MPC                           |
| 481395     | 2006 SP38  | 18 set 2006 | Kitt Peak     | Spacewatch          | —         | MPC                           |
| 481396     | 2006 SB59  | 29 ago 2006 | Anderson Mesa | LONEOS              | —         | MPC                           |
| 481397     | 2006 SS59  | 17 set 2006 | Catalina      | CSS                 | —         | MPC                           |
| 481398     | 2006 SP61  | 16 set 2006 | Catalina      | CSS                 | —         | MPC                           |
| 481399     | 2006 SA80  | 18 set 2006 | Kitt Peak     | Spacewatch          | —         | MPC                           |
| 481400     | 2006 SC115 | 15 set 2006 | Kitt Peak     | Spacewatch          | —         | MPC                           |

## 481401–481500
| Designação | Designação | Descoberta  | Descoberta     | Descobridor(es)     | Categoria | Mais informações / Referência |
| Permanente | Provisória | Data        | Local          | Descobridor(es)     | Categoria | Mais informações / Referência |
| ---------- | ---------- | ----------- | -------------- | ------------------- | --------- | ----------------------------- |
| 481401     | 2006 SY154 | 14 set 2006 | Kitt Peak      | Spacewatch          | —         | MPC                           |
| 481402     | 2006 SJ185 | 25 set 2006 | Kitt Peak      | Spacewatch          | —         | MPC                           |
| 481403     | 2006 SU200 | 18 set 2006 | Kitt Peak      | Spacewatch          | —         | MPC                           |
| 481404     | 2006 SO241 | 28 ago 2006 | Kitt Peak      | Spacewatch          | —         | MPC                           |
| 481405     | 2006 SB275 | 19 set 2006 | Kitt Peak      | Spacewatch          | —         | MPC                           |
| 481406     | 2006 SJ291 | 16 set 2006 | Siding Spring  | SSS                 | —         | MPC                           |
| 481407     | 2006 SS297 | 17 set 2006 | Kitt Peak      | Spacewatch          | —         | MPC                           |
| 481408     | 2006 SL323 | 17 set 2006 | Kitt Peak      | Spacewatch          | —         | MPC                           |
| 481409     | 2006 SV396 | 18 set 2006 | Kitt Peak      | Spacewatch          | —         | MPC                           |
| 481410     | 2006 SG405 | 27 set 2006 | Mount Lemmon   | Mount Lemmon Survey | —         | MPC                           |
| 481411     | 2006 TJ8   | 4 out 2006  | Mount Lemmon   | Mount Lemmon Survey | —         | MPC                           |
| 481412     | 2006 TL11  | 27 set 2006 | Mount Lemmon   | Mount Lemmon Survey | —         | MPC                           |
| 481413     | 2006 TX53  | 12 out 2006 | Kitt Peak      | Spacewatch          | —         | MPC                           |
| 481414     | 2006 TK82  | 13 out 2006 | Kitt Peak      | Spacewatch          | —         | MPC                           |
| 481415     | 2006 TW98  | 15 out 2006 | Kitt Peak      | Spacewatch          | —         | MPC                           |
| 481416     | 2006 TS115 | 1 out 2006  | Apache Point   | A. C. Becker        | —         | MPC                           |
| 481417     | 2006 UX23  | 25 set 2006 | Kitt Peak      | Spacewatch          | —         | MPC                           |
| 481418     | 2006 UM49  | 17 out 2006 | Catalina       | CSS                 | —         | MPC                           |
| 481419     | 2006 UJ54  | 20 set 2006 | Anderson Mesa  | LONEOS              | —         | MPC                           |
| 481420     | 2006 UH60  | 19 out 2006 | Mount Lemmon   | Mount Lemmon Survey | —         | MPC                           |
| 481421     | 2006 UX94  | 3 out 2006  | Mount Lemmon   | Mount Lemmon Survey | —         | MPC                           |
| 481422     | 2006 UK96  | 27 set 2006 | Mount Lemmon   | Mount Lemmon Survey | —         | MPC                           |
| 481423     | 2006 UC101 | 3 out 2006  | Mount Lemmon   | Mount Lemmon Survey | —         | MPC                           |
| 481424     | 2006 UA129 | 28 set 2006 | Mount Lemmon   | Mount Lemmon Survey | —         | MPC                           |
| 481425     | 2006 UB130 | 19 out 2006 | Kitt Peak      | Spacewatch          | —         | MPC                           |
| 481426     | 2006 UU132 | 19 out 2006 | Kitt Peak      | Spacewatch          | —         | MPC                           |
| 481427     | 2006 UG142 | 19 out 2006 | Kitt Peak      | Spacewatch          | —         | MPC                           |
| 481428     | 2006 UQ147 | 26 set 2006 | Kitt Peak      | Spacewatch          | —         | MPC                           |
| 481429     | 2006 UF164 | 21 out 2006 | Mount Lemmon   | Mount Lemmon Survey | —         | MPC                           |
| 481430     | 2006 UR164 | 21 out 2006 | Mount Lemmon   | Mount Lemmon Survey | Eos       | MPC                           |
| 481431     | 2006 UR185 | 16 out 2006 | Catalina       | CSS                 | —         | MPC                           |
| 481432     | 2006 UD191 | 19 out 2006 | Catalina       | CSS                 | —         | MPC                           |
| 481433     | 2006 UF272 | 27 set 2006 | Mount Lemmon   | Mount Lemmon Survey | Brangane  | MPC                           |
| 481434     | 2006 UE328 | 16 out 2006 | Kitt Peak      | Spacewatch          | —         | MPC                           |
| 481435     | 2006 VN7   | 30 set 2006 | Mount Lemmon   | Mount Lemmon Survey | Flora     | MPC                           |
| 481436     | 2006 VW17  | 9 nov 2006  | Kitt Peak      | Spacewatch          | —         | MPC                           |
| 481437     | 2006 VA38  | 1 nov 2006  | Kitt Peak      | Spacewatch          | —         | MPC                           |
| 481438     | 2006 VL64  | 11 nov 2006 | Kitt Peak      | Spacewatch          | —         | MPC                           |
| 481439     | 2006 VU67  | 28 set 2006 | Mount Lemmon   | Mount Lemmon Survey | —         | MPC                           |
| 481440     | 2006 VX72  | 11 nov 2006 | Mount Lemmon   | Mount Lemmon Survey | —         | MPC                           |
| 481441     | 2006 VZ136 | 15 nov 2006 | Kitt Peak      | Spacewatch          | —         | MPC                           |
| 481442     | 2006 WO3   | 20 nov 2006 | Catalina       | CSS                 | —         | MPC                           |
| 481443     | 2006 WA7   | 16 nov 2006 | Kitt Peak      | Spacewatch          | —         | MPC                           |
| 481444     | 2006 WV145 | 20 nov 2006 | Kitt Peak      | Spacewatch          | —         | MPC                           |
| 481445     | 2006 WV147 | 20 nov 2006 | Kitt Peak      | Spacewatch          | —         | MPC                           |
| 481446     | 2006 WH162 | 21 out 2006 | Mount Lemmon   | Mount Lemmon Survey | —         | MPC                           |
| 481447     | 2006 WR166 | 23 nov 2006 | Kitt Peak      | Spacewatch          | —         | MPC                           |
| 481448     | 2006 WQ172 | 23 nov 2006 | Kitt Peak      | Spacewatch          | —         | MPC                           |
| 481449     | 2006 WV173 | 23 nov 2006 | Kitt Peak      | Spacewatch          | —         | MPC                           |
| 481450     | 2006 WT188 | 16 nov 2006 | Kitt Peak      | Spacewatch          | —         | MPC                           |
| 481451     | 2006 WV199 | 16 nov 2006 | Mount Lemmon   | Mount Lemmon Survey | —         | MPC                           |
| 481452     | 2006 WE200 | 17 nov 2006 | Mount Lemmon   | Mount Lemmon Survey | —         | MPC                           |
| 481453     | 2006 WK201 | 21 nov 2006 | Mount Lemmon   | Mount Lemmon Survey | Brangane  | MPC                           |
| 481454     | 2006 WL204 | 22 nov 2006 | Mount Lemmon   | Mount Lemmon Survey | —         | MPC                           |
| 481455     | 2006 WX204 | 17 nov 2006 | Kitt Peak      | Spacewatch          | —         | MPC                           |
| 481456     | 2006 WV205 | 27 nov 2006 | Kitt Peak      | Spacewatch          | —         | MPC                           |
| 481457     | 2006 XD2   | 12 dez 2006 | Socorro        | LINEAR              | —         | MPC                           |
| 481458     | 2006 XT27  | 13 dez 2006 | Socorro        | LINEAR              | —         | MPC                           |
| 481459     | 2006 XN38  | 22 nov 2006 | Mount Lemmon   | Mount Lemmon Survey | —         | MPC                           |
| 481460     | 2006 XF41  | 26 mar 2004 | Socorro        | LINEAR              | —         | MPC                           |
| 481461     | 2006 XV55  | 23 out 2006 | Mount Lemmon   | Mount Lemmon Survey | Eunomia   | MPC                           |
| 481462     | 2006 XO65  | 12 dez 2006 | Catalina       | CSS                 | —         | MPC                           |
| 481463     | 2006 XJ72  | 13 dez 2006 | Kitt Peak      | Spacewatch          | Flora     | MPC                           |
| 481464     | 2006 YA6   | 25 nov 2006 | Kitt Peak      | Spacewatch          | —         | MPC                           |
| 481465     | 2006 YB35  | 25 nov 2006 | Mount Lemmon   | Mount Lemmon Survey | —         | MPC                           |
| 481466     | 2006 YQ38  | 21 dez 2006 | Kitt Peak      | Spacewatch          | —         | MPC                           |
| 481467     | 2007 AN9   | 27 nov 2006 | Mount Lemmon   | Mount Lemmon Survey | —         | MPC                           |
| 481468     | 2007 AE14  | 16 dez 2006 | Mount Lemmon   | Mount Lemmon Survey | —         | MPC                           |
| 481469     | 2007 BT10  | 17 jan 2007 | Kitt Peak      | Spacewatch          | —         | MPC                           |
| 481470     | 2007 BA29  | 24 jan 2007 | Catalina       | CSS                 | —         | MPC                           |
| 481471     | 2007 BB29  | 24 jan 2007 | Nyukasa        | Mount Nyukasa Stn.  | —         | MPC                           |
| 481472     | 2007 BT33  | 9 jan 2007  | Kitt Peak      | Spacewatch          | —         | MPC                           |
| 481473     | 2007 BO46  | 26 jan 2007 | Kitt Peak      | Spacewatch          | —         | MPC                           |
| 481474     | 2007 BS46  | 26 jan 2007 | Kitt Peak      | Spacewatch          | —         | MPC                           |
| 481475     | 2007 BO73  | 17 jan 2007 | Kitt Peak      | Spacewatch          | Juno      | MPC                           |
| 481476     | 2007 BN76  | 17 jan 2007 | Kitt Peak      | Spacewatch          | —         | MPC                           |
| 481477     | 2007 BX79  | 27 jan 2007 | Kitt Peak      | Spacewatch          | —         | MPC                           |
| 481478     | 2007 BV100 | 27 jan 2007 | Mount Lemmon   | Mount Lemmon Survey | —         | MPC                           |
| 481479     | 2007 CO6   | 12 dez 2006 | Mount Lemmon   | Mount Lemmon Survey | —         | MPC                           |
| 481480     | 2007 CZ8   | 21 dez 2006 | Mount Lemmon   | Mount Lemmon Survey | —         | MPC                           |
| 481481     | 2007 CP18  | 8 fev 2007  | Mount Lemmon   | Mount Lemmon Survey | —         | MPC                           |
| 481482     | 2007 CA19  | 10 fev 2007 | Catalina       | CSS                 | —         | MPC                           |
| 481483     | 2007 CQ27  | 24 jan 2007 | Mount Lemmon   | Mount Lemmon Survey | —         | MPC                           |
| 481484     | 2007 CT37  | 17 jan 2007 | Kitt Peak      | Spacewatch          | —         | MPC                           |
| 481485     | 2007 CV37  | 6 fev 2007  | Mount Lemmon   | Mount Lemmon Survey | —         | MPC                           |
| 481486     | 2007 CX41  | 17 jan 2007 | Catalina       | CSS                 | —         | MPC                           |
| 481487     | 2007 CD43  | 8 fev 2007  | Kitt Peak      | Spacewatch          | —         | MPC                           |
| 481488     | 2007 CZ53  | 15 fev 2007 | Junk Bond      | D. Healy            | —         | MPC                           |
| 481489     | 2007 CK57  | 22 nov 2006 | Mount Lemmon   | Mount Lemmon Survey | —         | MPC                           |
| 481490     | 2007 DB    | 16 fev 2007 | Cordell-Lorenz | D. T. Durig         | —         | MPC                           |
| 481491     | 2007 DD15  | 8 fev 2007  | Kitt Peak      | Spacewatch          | —         | MPC                           |
| 481492     | 2007 DB34  | 17 fev 2007 | Kitt Peak      | Spacewatch          | —         | MPC                           |
| 481493     | 2007 DM35  | 17 fev 2007 | Kitt Peak      | Spacewatch          | —         | MPC                           |
| 481494     | 2007 DG47  | 27 dez 2006 | Mount Lemmon   | Mount Lemmon Survey | —         | MPC                           |
| 481495     | 2007 DP47  | 21 fev 2007 | Mount Lemmon   | Mount Lemmon Survey | —         | MPC                           |
| 481496     | 2007 DV62  | 21 fev 2007 | Kitt Peak      | Spacewatch          | —         | MPC                           |
| 481497     | 2007 DE88  | 6 nov 2005  | Kitt Peak      | Spacewatch          | —         | MPC                           |
| 481498     | 2007 DM89  | 28 jan 2007 | Kitt Peak      | Spacewatch          | —         | MPC                           |
| 481499     | 2007 DO89  | 23 fev 2007 | Mount Lemmon   | Mount Lemmon Survey | —         | MPC                           |
| 481500     | 2007 DA114 | 25 fev 2007 | Mount Lemmon   | Mount Lemmon Survey | —         | MPC                           |

## 481501–481600
| Designação | Designação | Descoberta  | Descoberta      | Descobridor(es)     | Categoria | Mais informações / Referência |
| Permanente | Provisória | Data        | Local           | Descobridor(es)     | Categoria | Mais informações / Referência |
| ---------- | ---------- | ----------- | --------------- | ------------------- | --------- | ----------------------------- |
| 481501     | 2007 EC22  | 10 mar 2007 | Mount Lemmon    | Mount Lemmon Survey | —         | MPC                           |
| 481502     | 2007 EJ27  | 7 mar 2007  | Mount Lemmon    | Mount Lemmon Survey | —         | MPC                           |
| 481503     | 2007 ED53  | 21 fev 2007 | Kitt Peak       | Spacewatch          | —         | MPC                           |
| 481504     | 2007 EL62  | 24 nov 2006 | Mount Lemmon    | Mount Lemmon Survey | —         | MPC                           |
| 481505     | 2007 EN64  | 10 mar 2007 | Mount Lemmon    | Mount Lemmon Survey | —         | MPC                           |
| 481506     | 2007 ES67  | 27 fev 2007 | Kitt Peak       | Spacewatch          | —         | MPC                           |
| 481507     | 2007 EK80  | 10 mar 2007 | Mount Lemmon    | Mount Lemmon Survey | —         | MPC                           |
| 481508     | 2007 EW87  | 22 fev 2007 | Siding Spring   | SSS                 | —         | MPC                           |
| 481509     | 2007 EP143 | 12 mar 2007 | Kitt Peak       | Spacewatch          | —         | MPC                           |
| 481510     | 2007 ED159 | 14 mar 2007 | Kitt Peak       | Spacewatch          | —         | MPC                           |
| 481511     | 2007 ED160 | 14 mar 2007 | Kitt Peak       | Spacewatch          | —         | MPC                           |
| 481512     | 2007 EP172 | 14 mar 2007 | Kitt Peak       | Spacewatch          | —         | MPC                           |
| 481513     | 2007 EM202 | 9 mar 2007  | Kitt Peak       | Spacewatch          | —         | MPC                           |
| 481514     | 2007 EL212 | 27 jan 2007 | Mount Lemmon    | Mount Lemmon Survey | —         | MPC                           |
| 481515     | 2007 ES216 | 25 fev 2007 | Mount Lemmon    | Mount Lemmon Survey | —         | MPC                           |
| 481516     | 2007 FY11  | 15 fev 2007 | Catalina        | CSS                 | —         | MPC                           |
| 481517     | 2007 FA34  | 15 mar 2007 | Kitt Peak       | Spacewatch          | —         | MPC                           |
| 481518     | 2007 FW39  | 17 mar 2007 | Anderson Mesa   | LONEOS              | —         | MPC                           |
| 481519     | 2007 FY44  | 16 mar 2007 | Mount Lemmon    | Mount Lemmon Survey | Brangane  | MPC                           |
| 481520     | 2007 FZ44  | 9 fev 2007  | Kitt Peak       | Spacewatch          | —         | MPC                           |
| 481521     | 2007 FV48  | 26 mar 2007 | Kitt Peak       | Spacewatch          | —         | MPC                           |
| 481522     | 2007 FS49  | 20 mar 2007 | Catalina        | CSS                 | —         | MPC                           |
| 481523     | 2007 GF45  | 14 abr 2007 | Kitt Peak       | Spacewatch          | Ursula    | MPC                           |
| 481524     | 2007 HO18  | 26 mar 2007 | Kitt Peak       | Spacewatch          | —         | MPC                           |
| 481525     | 2007 HG53  | 20 abr 2007 | Kitt Peak       | Spacewatch          | —         | MPC                           |
| 481526     | 2007 HK68  | 16 mar 2007 | Kitt Peak       | Spacewatch          | —         | MPC                           |
| 481527     | 2007 HC71  | 20 abr 2007 | Kitt Peak       | Spacewatch          | —         | MPC                           |
| 481528     | 2007 HX79  | 24 abr 2007 | Mount Lemmon    | Mount Lemmon Survey | —         | MPC                           |
| 481529     | 2007 HJ82  | 25 abr 2007 | Mount Lemmon    | Mount Lemmon Survey | —         | MPC                           |
| 481530     | 2007 HV92  | 19 abr 2007 | Catalina        | CSS                 | —         | MPC                           |
| 481531     | 2007 JP35  | 8 mai 2007  | Catalina        | CSS                 | —         | MPC                           |
| 481532     | 2007 LE    | 7 jun 2007  | Socorro         | LINEAR              | —         | MPC                           |
| 481533     | 2007 LH4   | 24 abr 2001 | Kitt Peak       | Spacewatch          | Brangane  | MPC                           |
| 481534     | 2007 LX16  | 25 mai 2007 | Mount Lemmon    | Mount Lemmon Survey | —         | MPC                           |
| 481535     | 2007 MY19  | 21 jun 2007 | Kitt Peak       | Spacewatch          | —         | MPC                           |
| 481536     | 2007 MH24  | 21 jun 2007 | Mount Lemmon    | Mount Lemmon Survey | —         | MPC                           |
| 481537     | 2007 NK6   | 10 jul 2007 | Siding Spring   | SSS                 | —         | MPC                           |
| 481538     | 2007 OP4   | 23 jul 2007 | La Sagra        | Mallorca Obs.       | —         | MPC                           |
| 481539     | 2007 PG20  | 18 jun 2007 | Catalina        | CSS                 | —         | MPC                           |
| 481540     | 2007 PT21  | 9 ago 2007  | Socorro         | LINEAR              | —         | MPC                           |
| 481541     | 2007 QF8   | 21 ago 2007 | Anderson Mesa   | LONEOS              | —         | MPC                           |
| 481542     | 2007 RF5   | 5 set 2007  | Catalina        | CSS                 | —         | MPC                           |
| 481543     | 2007 RN7   | 5 set 2007  | Catalina        | CSS                 | —         | MPC                           |
| 481544     | 2007 RN31  | 5 set 2007  | Catalina        | CSS                 | —         | MPC                           |
| 481545     | 2007 RJ84  | 10 set 2007 | Catalina        | CSS                 | —         | MPC                           |
| 481546     | 2007 RU134 | 13 ago 2007 | Socorro         | LINEAR              | —         | MPC                           |
| 481547     | 2007 RW145 | 14 set 2007 | Socorro         | LINEAR              | —         | MPC                           |
| 481548     | 2007 RW148 | 12 set 2007 | Catalina        | CSS                 | —         | MPC                           |
| 481549     | 2007 RU155 | 10 set 2007 | Mount Lemmon    | Mount Lemmon Survey | —         | MPC                           |
| 481550     | 2007 RH171 | 10 set 2007 | Kitt Peak       | Spacewatch          | —         | MPC                           |
| 481551     | 2007 RA177 | 10 set 2007 | Mount Lemmon    | Mount Lemmon Survey | —         | MPC                           |
| 481552     | 2007 RA179 | 10 set 2007 | Mount Lemmon    | Mount Lemmon Survey | —         | MPC                           |
| 481553     | 2007 RC189 | 10 set 2007 | Catalina        | CSS                 | Iannini   | MPC                           |
| 481554     | 2007 RF215 | 12 set 2007 | Kitt Peak       | Spacewatch          | —         | MPC                           |
| 481555     | 2007 RE233 | 11 set 2007 | XuYi            | PMO NEO             | —         | MPC                           |
| 481556     | 2007 RH239 | 11 set 2007 | XuYi            | PMO NEO             | —         | MPC                           |
| 481557     | 2007 RG258 | 14 set 2007 | Kitt Peak       | Spacewatch          | —         | MPC                           |
| 481558     | 2007 RC280 | 10 set 2007 | Catalina        | CSS                 | Phocaea   | MPC                           |
| 481559     | 2007 RE292 | 12 set 2007 | Mount Lemmon    | Mount Lemmon Survey | —         | MPC                           |
| 481560     | 2007 RA314 | 13 set 2007 | Catalina        | CSS                 | —         | MPC                           |
| 481561     | 2007 RK316 | 5 set 2007  | Anderson Mesa   | LONEOS              | —         | MPC                           |
| 481562     | 2007 RU324 | 12 set 2007 | Catalina        | CSS                 | —         | MPC                           |
| 481563     | 2007 RV324 | 12 set 2007 | Catalina        | CSS                 | Phocaea   | MPC                           |
| 481564     | 2007 RY325 | 14 set 2007 | Mount Lemmon    | Mount Lemmon Survey | —         | MPC                           |
| 481565     | 2007 SC    | 11 set 2007 | Catalina        | CSS                 | —         | MPC                           |
| 481566     | 2007 SV    | 17 set 2007 | Bisei SG Center | BATTeRS             | —         | MPC                           |
| 481567     | 2007 SB13  | 9 set 2007  | Kitt Peak       | Spacewatch          | —         | MPC                           |
| 481568     | 2007 TB12  | 6 out 2007  | Socorro         | LINEAR              | —         | MPC                           |
| 481569     | 2007 TK13  | 6 out 2007  | Socorro         | LINEAR              | —         | MPC                           |
| 481570     | 2007 TF25  | 14 set 2007 | Mount Lemmon    | Mount Lemmon Survey | —         | MPC                           |
| 481571     | 2007 TZ27  | 14 set 2007 | Catalina        | CSS                 | Juno      | MPC                           |
| 481572     | 2007 TR40  | 6 out 2007  | Kitt Peak       | Spacewatch          | —         | MPC                           |
| 481573     | 2007 TX50  | 4 mai 2006  | Mount Lemmon    | Mount Lemmon Survey | —         | MPC                           |
| 481574     | 2007 TV53  | 4 out 2007  | Kitt Peak       | Spacewatch          | —         | MPC                           |
| 481575     | 2007 TS74  | 12 out 2007 | Kitt Peak       | Spacewatch          | —         | MPC                           |
| 481576     | 2007 TV93  | 6 out 2007  | Kitt Peak       | Spacewatch          | —         | MPC                           |
| 481577     | 2007 TN103 | 8 out 2007  | Mount Lemmon    | Mount Lemmon Survey | —         | MPC                           |
| 481578     | 2007 TM111 | 8 out 2007  | Catalina        | CSS                 | —         | MPC                           |
| 481579     | 2007 TS114 | 12 set 2007 | Kitt Peak       | Spacewatch          | —         | MPC                           |
| 481580     | 2007 TR130 | 7 out 2007  | Kitt Peak       | Spacewatch          | —         | MPC                           |
| 481581     | 2007 TA132 | 7 out 2007  | Mount Lemmon    | Mount Lemmon Survey | —         | MPC                           |
| 481582     | 2007 TP132 | 12 set 2007 | Mount Lemmon    | Mount Lemmon Survey | —         | MPC                           |
| 481583     | 2007 TF137 | 8 out 2007  | Catalina        | CSS                 | Phocaea   | MPC                           |
| 481584     | 2007 TA145 | 4 out 2007  | Kitt Peak       | Spacewatch          | —         | MPC                           |
| 481585     | 2007 TX149 | 11 set 2007 | Catalina        | CSS                 | —         | MPC                           |
| 481586     | 2007 TD155 | 9 out 2007  | Socorro         | LINEAR              | —         | MPC                           |
| 481587     | 2007 TE160 | 8 set 2007  | Catalina        | CSS                 | —         | MPC                           |
| 481588     | 2007 TN164 | 7 out 2007  | Mount Lemmon    | Mount Lemmon Survey | —         | MPC                           |
| 481589     | 2007 TT165 | 11 out 2007 | Socorro         | LINEAR              | —         | MPC                           |
| 481590     | 2007 TJ169 | 25 set 2007 | Mount Lemmon    | Mount Lemmon Survey | —         | MPC                           |
| 481591     | 2007 TN202 | 8 out 2007  | Kitt Peak       | Spacewatch          | —         | MPC                           |
| 481592     | 2007 TS205 | 9 out 2007  | Mount Lemmon    | Mount Lemmon Survey | —         | MPC                           |
| 481593     | 2007 TD208 | 12 set 2007 | Catalina        | CSS                 | —         | MPC                           |
| 481594     | 2007 TT218 | 18 set 2007 | Mount Lemmon    | Mount Lemmon Survey | —         | MPC                           |
| 481595     | 2007 TM232 | 8 out 2007  | Kitt Peak       | Spacewatch          | —         | MPC                           |
| 481596     | 2007 TY235 | 9 out 2007  | Mount Lemmon    | Mount Lemmon Survey | —         | MPC                           |
| 481597     | 2007 TL242 | 8 out 2007  | Catalina        | CSS                 | —         | MPC                           |
| 481598     | 2007 TQ255 | 10 out 2007 | Kitt Peak       | Spacewatch          | —         | MPC                           |
| 481599     | 2007 TX259 | 10 out 2007 | Kitt Peak       | Spacewatch          | —         | MPC                           |
| 481600     | 2007 TJ276 | 11 out 2007 | Mount Lemmon    | Mount Lemmon Survey | —         | MPC                           |

## 481601–481700
| Designação | Designação | Descoberta  | Descoberta    | Descobridor(es)     | Categoria | Mais informações / Referência |
| Permanente | Provisória | Data        | Local         | Descobridor(es)     | Categoria | Mais informações / Referência |
| ---------- | ---------- | ----------- | ------------- | ------------------- | --------- | ----------------------------- |
| 481601     | 2007 TU319 | 10 set 2007 | Mount Lemmon  | Mount Lemmon Survey | —         | MPC                           |
| 481602     | 2007 TN335 | 11 out 2007 | Kitt Peak     | Spacewatch          | —         | MPC                           |
| 481603     | 2007 TF337 | 13 out 2007 | Kitt Peak     | Spacewatch          | —         | MPC                           |
| 481604     | 2007 TP364 | 6 out 2007  | Kitt Peak     | Spacewatch          | —         | MPC                           |
| 481605     | 2007 TH398 | 15 out 2007 | Mount Lemmon  | Mount Lemmon Survey | —         | MPC                           |
| 481606     | 2007 TA406 | 13 out 2007 | Kitt Peak     | Spacewatch          | —         | MPC                           |
| 481607     | 2007 TB428 | 10 out 2007 | Anderson Mesa | LONEOS              | —         | MPC                           |
| 481608     | 2007 TN443 | 8 out 2007  | Catalina      | CSS                 | —         | MPC                           |
| 481609     | 2007 TD445 | 12 out 2007 | Catalina      | CSS                 | —         | MPC                           |
| 481610     | 2007 TY445 | 8 out 2007  | Anderson Mesa | LONEOS              | —         | MPC                           |
| 481611     | 2007 TF446 | 8 out 2007  | Kitt Peak     | Spacewatch          | —         | MPC                           |
| 481612     | 2007 TX452 | 13 out 2007 | Socorro       | LINEAR              | —         | MPC                           |
| 481613     | 2007 UD2   | 9 out 2007  | Catalina      | CSS                 | —         | MPC                           |
| 481614     | 2007 UJ5   | 8 out 2007  | Catalina      | CSS                 | —         | MPC                           |
| 481615     | 2007 UN5   | 10 out 2007 | Mount Lemmon  | Mount Lemmon Survey | —         | MPC                           |
| 481616     | 2007 UX10  | 25 set 2007 | Mount Lemmon  | Mount Lemmon Survey | —         | MPC                           |
| 481617     | 2007 UT28  | 8 out 2007  | Kitt Peak     | Spacewatch          | —         | MPC                           |
| 481618     | 2007 UM36  | 19 out 2007 | Catalina      | CSS                 | —         | MPC                           |
| 481619     | 2007 UG42  | 16 out 2007 | Mount Lemmon  | Mount Lemmon Survey | Eos       | MPC                           |
| 481620     | 2007 UR65  | 29 out 2007 | Siding Spring | SSS                 | —         | MPC                           |
| 481621     | 2007 UD80  | 12 out 2007 | Kitt Peak     | Spacewatch          | —         | MPC                           |
| 481622     | 2007 UD84  | 30 out 2007 | Kitt Peak     | Spacewatch          | —         | MPC                           |
| 481623     | 2007 UF85  | 8 out 2007  | Kitt Peak     | Spacewatch          | —         | MPC                           |
| 481624     | 2007 UD93  | 12 out 2007 | Kitt Peak     | Spacewatch          | —         | MPC                           |
| 481625     | 2007 UA95  | 31 out 2007 | Mount Lemmon  | Mount Lemmon Survey | —         | MPC                           |
| 481626     | 2007 UV97  | 15 nov 1998 | Kitt Peak     | Spacewatch          | —         | MPC                           |
| 481627     | 2007 UZ112 | 8 out 2007  | Kitt Peak     | Spacewatch          | Phocaea   | MPC                           |
| 481628     | 2007 UY123 | 10 out 2007 | Catalina      | CSS                 | —         | MPC                           |
| 481629     | 2007 US133 | 20 out 2007 | Mount Lemmon  | Mount Lemmon Survey | —         | MPC                           |
| 481630     | 2007 UK136 | 19 out 2007 | Catalina      | CSS                 | —         | MPC                           |
| 481631     | 2007 UM141 | 30 out 2007 | Kitt Peak     | Spacewatch          | —         | MPC                           |
| 481632     | 2007 VY5   | 11 set 2007 | Catalina      | CSS                 | —         | MPC                           |
| 481633     | 2007 VT7   | 21 out 2007 | Catalina      | CSS                 | —         | MPC                           |
| 481634     | 2007 VE33  | 19 out 2007 | Kitt Peak     | Spacewatch          | —         | MPC                           |
| 481635     | 2007 VO38  | 21 out 2007 | Catalina      | CSS                 | Phocaea   | MPC                           |
| 481636     | 2007 VJ56  | 1 nov 2007  | Kitt Peak     | Spacewatch          | —         | MPC                           |
| 481637     | 2007 VM74  | 16 out 2007 | Kitt Peak     | Spacewatch          | —         | MPC                           |
| 481638     | 2007 VO83  | 4 nov 2007  | Mount Lemmon  | Mount Lemmon Survey | —         | MPC                           |
| 481639     | 2007 VQ85  | 8 out 2007  | Catalina      | CSS                 | Phocaea   | MPC                           |
| 481640     | 2007 VJ91  | 12 out 2007 | Socorro       | LINEAR              | —         | MPC                           |
| 481641     | 2007 VY97  | 1 nov 2007  | Kitt Peak     | Spacewatch          | —         | MPC                           |
| 481642     | 2007 VC114 | 3 nov 2007  | Kitt Peak     | Spacewatch          | —         | MPC                           |
| 481643     | 2007 VD116 | 15 set 2007 | Mount Lemmon  | Mount Lemmon Survey | —         | MPC                           |
| 481644     | 2007 VT126 | 21 out 2007 | Mount Lemmon  | Mount Lemmon Survey | —         | MPC                           |
| 481645     | 2007 VT135 | 3 nov 2007  | Mount Lemmon  | Mount Lemmon Survey | —         | MPC                           |
| 481646     | 2007 VH142 | 20 out 2007 | Mount Lemmon  | Mount Lemmon Survey | —         | MPC                           |
| 481647     | 2007 VS144 | 4 nov 2007  | Kitt Peak     | Spacewatch          | —         | MPC                           |
| 481648     | 2007 VZ154 | 5 nov 2007  | Kitt Peak     | Spacewatch          | —         | MPC                           |
| 481649     | 2007 VA157 | 5 nov 2007  | Kitt Peak     | Spacewatch          | —         | MPC                           |
| 481650     | 2007 VK165 | 5 nov 2007  | Kitt Peak     | Spacewatch          | —         | MPC                           |
| 481651     | 2007 VJ175 | 4 nov 2007  | Mount Lemmon  | Mount Lemmon Survey | —         | MPC                           |
| 481652     | 2007 VR181 | 11 out 2007 | Kitt Peak     | Spacewatch          | —         | MPC                           |
| 481653     | 2007 VA193 | 4 nov 2007  | Mount Lemmon  | Mount Lemmon Survey | —         | MPC                           |
| 481654     | 2007 VS197 | 15 out 2007 | Kitt Peak     | Spacewatch          | —         | MPC                           |
| 481655     | 2007 VX223 | 7 nov 2007  | Kitt Peak     | Spacewatch          | —         | MPC                           |
| 481656     | 2007 VL224 | 8 nov 2007  | Kitt Peak     | Spacewatch          | Iannini   | MPC                           |
| 481657     | 2007 VJ226 | 9 nov 2007  | Catalina      | CSS                 | —         | MPC                           |
| 481658     | 2007 VU232 | 15 out 2007 | Mount Lemmon  | Mount Lemmon Survey | —         | MPC                           |
| 481659     | 2007 VR270 | 13 nov 2007 | Kitt Peak     | Spacewatch          | —         | MPC                           |
| 481660     | 2007 VO272 | 11 nov 2007 | Mount Lemmon  | Mount Lemmon Survey | —         | MPC                           |
| 481661     | 2007 VG277 | 2 nov 2007  | Kitt Peak     | Spacewatch          | —         | MPC                           |
| 481662     | 2007 VE282 | 20 out 2007 | Mount Lemmon  | Mount Lemmon Survey | —         | MPC                           |
| 481663     | 2007 VM292 | 14 nov 2007 | Socorro       | LINEAR              | —         | MPC                           |
| 481664     | 2007 VV298 | 13 set 2007 | Catalina      | CSS                 | —         | MPC                           |
| 481665     | 2007 VX300 | 11 out 2007 | Anderson Mesa | LONEOS              | —         | MPC                           |
| 481666     | 2007 VJ310 | 7 nov 2007  | Mount Lemmon  | Mount Lemmon Survey | —         | MPC                           |
| 481667     | 2007 VD313 | 6 nov 2007  | Kitt Peak     | Spacewatch          | —         | MPC                           |
| 481668     | 2007 VJ316 | 3 nov 2007  | Mount Lemmon  | Mount Lemmon Survey | —         | MPC                           |
| 481669     | 2007 VF317 | 12 nov 2007 | Mount Lemmon  | Mount Lemmon Survey | —         | MPC                           |
| 481670     | 2007 VZ318 | 2 nov 2007  | Kitt Peak     | Spacewatch          | —         | MPC                           |
| 481671     | 2007 VP324 | 8 nov 2007  | Socorro       | LINEAR              | Phocaea   | MPC                           |
| 481672     | 2007 WY10  | 17 nov 2007 | Catalina      | CSS                 | —         | MPC                           |
| 481673     | 2007 WF53  | 10 set 2007 | Mount Lemmon  | Mount Lemmon Survey | Phocaea   | MPC                           |
| 481674     | 2007 XB51  | 18 nov 2007 | Kitt Peak     | Spacewatch          | —         | MPC                           |
| 481675     | 2007 XR56  | 3 dez 2007  | Socorro       | LINEAR              | —         | MPC                           |
| 481676     | 2007 YT3   | 20 dez 2007 | Catalina      | CSS                 | —         | MPC                           |
| 481677     | 2007 YP20  | 4 dez 2007  | Kitt Peak     | Spacewatch          | —         | MPC                           |
| 481678     | 2007 YW34  | 15 out 2007 | Kitt Peak     | Spacewatch          | —         | MPC                           |
| 481679     | 2007 YZ36  | 5 nov 2007  | Mount Lemmon  | Mount Lemmon Survey | —         | MPC                           |
| 481680     | 2007 YF49  | 4 dez 2007  | Mount Lemmon  | Mount Lemmon Survey | —         | MPC                           |
| 481681     | 2007 YG53  | 18 dez 2007 | Mount Lemmon  | Mount Lemmon Survey | —         | MPC                           |
| 481682     | 2007 YJ53  | 30 dez 2007 | Catalina      | CSS                 | —         | MPC                           |
| 481683     | 2007 YT62  | 30 dez 2007 | Kitt Peak     | Spacewatch          | —         | MPC                           |
| 481684     | 2008 AP7   | 5 dez 2007  | Mount Lemmon  | Mount Lemmon Survey | —         | MPC                           |
| 481685     | 2008 AU8   | 10 jan 2008 | Kitt Peak     | Spacewatch          | —         | MPC                           |
| 481686     | 2008 AJ17  | 30 dez 2007 | Mount Lemmon  | Mount Lemmon Survey | —         | MPC                           |
| 481687     | 2008 AT18  | 10 jan 2008 | Mount Lemmon  | Mount Lemmon Survey | Hanna     | MPC                           |
| 481688     | 2008 AX21  | 10 jan 2008 | Mount Lemmon  | Mount Lemmon Survey | —         | MPC                           |
| 481689     | 2008 AE35  | 14 dez 2007 | Mount Lemmon  | Mount Lemmon Survey | —         | MPC                           |
| 481690     | 2008 AO39  | 19 nov 2007 | Mount Lemmon  | Mount Lemmon Survey | —         | MPC                           |
| 481691     | 2008 AF56  | 11 jan 2008 | Kitt Peak     | Spacewatch          | —         | MPC                           |
| 481692     | 2008 AD62  | 30 dez 2007 | Mount Lemmon  | Mount Lemmon Survey | —         | MPC                           |
| 481693     | 2008 AL74  | 30 dez 2007 | Kitt Peak     | Spacewatch          | —         | MPC                           |
| 481694     | 2008 AZ80  | 12 jan 2008 | Kitt Peak     | Spacewatch          | —         | MPC                           |
| 481695     | 2008 AN109 | 15 jan 2008 | Kitt Peak     | Spacewatch          | —         | MPC                           |
| 481696     | 2008 AE115 | 1 jan 2008  | Kitt Peak     | Spacewatch          | —         | MPC                           |
| 481697     | 2008 AS136 | 13 jan 2008 | Mount Lemmon  | Mount Lemmon Survey | —         | MPC                           |
| 481698     | 2008 BM9   | 16 jan 2008 | Kitt Peak     | Spacewatch          | —         | MPC                           |
| 481699     | 2008 BY12  | 11 jan 2008 | Kitt Peak     | Spacewatch          | —         | MPC                           |
| 481700     | 2008 BL34  | 30 jan 2008 | Kitt Peak     | Spacewatch          | —         | MPC                           |

## 481701–481800
| Designação | Designação | Descoberta  | Descoberta    | Descobridor(es)     | Categoria | Mais informações / Referência |
| Permanente | Provisória | Data        | Local         | Descobridor(es)     | Categoria | Mais informações / Referência |
| ---------- | ---------- | ----------- | ------------- | ------------------- | --------- | ----------------------------- |
| 481701     | 2008 BC49  | 31 dez 2007 | Socorro       | LINEAR              | —         | MPC                           |
| 481702     | 2008 CF8   | 2 fev 2008  | Mount Lemmon  | Mount Lemmon Survey | —         | MPC                           |
| 481703     | 2008 CH12  | 3 fev 2008  | Kitt Peak     | Spacewatch          | —         | MPC                           |
| 481704     | 2008 CJ28  | 2 fev 2008  | Kitt Peak     | Spacewatch          | —         | MPC                           |
| 481705     | 2008 CY31  | 2 fev 2008  | Kitt Peak     | Spacewatch          | —         | MPC                           |
| 481706     | 2008 CT35  | 2 fev 2008  | Kitt Peak     | Spacewatch          | —         | MPC                           |
| 481707     | 2008 CM53  | 7 fev 2008  | Mount Lemmon  | Mount Lemmon Survey | —         | MPC                           |
| 481708     | 2008 CY139 | 8 fev 2008  | Kitt Peak     | Spacewatch          | —         | MPC                           |
| 481709     | 2008 CU149 | 2 fev 2008  | Kitt Peak     | Spacewatch          | —         | MPC                           |
| 481710     | 2008 CT177 | 18 jan 2008 | Mount Lemmon  | Mount Lemmon Survey | —         | MPC                           |
| 481711     | 2008 CF184 | 5 dez 2007  | Mount Lemmon  | Mount Lemmon Survey | —         | MPC                           |
| 481712     | 2008 CD202 | 2 fev 2008  | Kitt Peak     | Spacewatch          | —         | MPC                           |
| 481713     | 2008 CZ205 | 3 fev 2008  | Kitt Peak     | Spacewatch          | —         | MPC                           |
| 481714     | 2008 DT    | 30 jan 2008 | Mount Lemmon  | Mount Lemmon Survey | —         | MPC                           |
| 481715     | 2008 EY11  | 1 mar 2008  | Kitt Peak     | Spacewatch          | —         | MPC                           |
| 481716     | 2008 EZ46  | 5 mar 2008  | Mount Lemmon  | Mount Lemmon Survey | —         | MPC                           |
| 481717     | 2008 EF70  | 18 fev 2008 | Mount Lemmon  | Mount Lemmon Survey | —         | MPC                           |
| 481718     | 2008 EV96  | 12 fev 2008 | Kitt Peak     | Spacewatch          | —         | MPC                           |
| 481719     | 2008 EA97  | 7 mar 2008  | Catalina      | CSS                 | —         | MPC                           |
| 481720     | 2008 EP117 | 13 jan 2008 | Kitt Peak     | Spacewatch          | —         | MPC                           |
| 481721     | 2008 ER154 | 8 mar 2008  | Kitt Peak     | Spacewatch          | —         | MPC                           |
| 481722     | 2008 EO160 | 1 mar 2008  | Kitt Peak     | Spacewatch          | —         | MPC                           |
| 481723     | 2008 EO167 | 8 mar 2008  | Mount Lemmon  | Mount Lemmon Survey | —         | MPC                           |
| 481724     | 2008 EU167 | 10 mar 2008 | Kitt Peak     | Spacewatch          | —         | MPC                           |
| 481725     | 2008 ER168 | 12 mar 2008 | Mount Lemmon  | Mount Lemmon Survey | —         | MPC                           |
| 481726     | 2008 FW22  | 10 mar 2008 | Mount Lemmon  | Mount Lemmon Survey | Brangane  | MPC                           |
| 481727     | 2008 FE23  | 27 mar 2008 | Kitt Peak     | Spacewatch          | —         | MPC                           |
| 481728     | 2008 FM26  | 27 mar 2008 | Kitt Peak     | Spacewatch          | —         | MPC                           |
| 481729     | 2008 FP70  | 28 mar 2008 | Kitt Peak     | Spacewatch          | —         | MPC                           |
| 481730     | 2008 FJ100 | 30 mar 2008 | Kitt Peak     | Spacewatch          | —         | MPC                           |
| 481731     | 2008 FU101 | 30 mar 2008 | Kitt Peak     | Spacewatch          | —         | MPC                           |
| 481732     | 2008 FD107 | 31 mar 2008 | Kitt Peak     | Spacewatch          | —         | MPC                           |
| 481733     | 2008 GJ2   | 6 abr 2008  | Mount Lemmon  | Mount Lemmon Survey | —         | MPC                           |
| 481734     | 2008 GS19  | 31 out 2005 | Catalina      | CSS                 | Brangane  | MPC                           |
| 481735     | 2008 GP21  | 14 mar 2008 | Socorro       | LINEAR              | —         | MPC                           |
| 481736     | 2008 GS22  | 8 mar 2008  | Kitt Peak     | Spacewatch          | —         | MPC                           |
| 481737     | 2008 GX22  | 29 fev 2008 | Kitt Peak     | Spacewatch          | —         | MPC                           |
| 481738     | 2008 GP23  | 1 abr 2008  | Mount Lemmon  | Mount Lemmon Survey | Brangane  | MPC                           |
| 481739     | 2008 GB51  | 5 abr 2008  | Mount Lemmon  | Mount Lemmon Survey | —         | MPC                           |
| 481740     | 2008 GK80  | 24 jan 2007 | Mount Lemmon  | Mount Lemmon Survey | —         | MPC                           |
| 481741     | 2008 GL103 | 11 abr 2008 | Kitt Peak     | Spacewatch          | —         | MPC                           |
| 481742     | 2008 GH115 | 11 abr 2008 | Kitt Peak     | Spacewatch          | —         | MPC                           |
| 481743     | 2008 GC120 | 12 abr 2008 | Kitt Peak     | Spacewatch          | —         | MPC                           |
| 481744     | 2008 GT126 | 14 abr 2008 | Mount Lemmon  | Mount Lemmon Survey | —         | MPC                           |
| 481745     | 2008 GN130 | 6 abr 2008  | Kitt Peak     | Spacewatch          | Brangane  | MPC                           |
| 481746     | 2008 GX132 | 14 abr 2008 | Mount Lemmon  | Mount Lemmon Survey | —         | MPC                           |
| 481747     | 2008 GD140 | 6 abr 2008  | Kitt Peak     | Spacewatch          | —         | MPC                           |
| 481748     | 2008 GE144 | 3 abr 2008  | Kitt Peak     | Spacewatch          | —         | MPC                           |
| 481749     | 2008 HP19  | 6 abr 2008  | Kitt Peak     | Spacewatch          | —         | MPC                           |
| 481750     | 2008 HN23  | 27 abr 2008 | Kitt Peak     | Spacewatch          | —         | MPC                           |
| 481751     | 2008 HQ37  | 31 out 2005 | Mount Lemmon  | Mount Lemmon Survey | —         | MPC                           |
| 481752     | 2008 HE53  | 6 abr 2008  | Mount Lemmon  | Mount Lemmon Survey | Brangane  | MPC                           |
| 481753     | 2008 HU57  | 30 abr 2008 | Kitt Peak     | Spacewatch          | —         | MPC                           |
| 481754     | 2008 HK69  | 17 abr 2008 | Mount Lemmon  | Mount Lemmon Survey | —         | MPC                           |
| 481755     | 2008 JM3   | 3 abr 2008  | Kitt Peak     | Spacewatch          | —         | MPC                           |
| 481756     | 2008 JM13  | 27 dez 2005 | Mount Lemmon  | Mount Lemmon Survey | —         | MPC                           |
| 481757     | 2008 JC29  | 3 mai 2008  | Mount Lemmon  | Mount Lemmon Survey | —         | MPC                           |
| 481758     | 2008 KF    | 28 mar 2008 | Mount Lemmon  | Mount Lemmon Survey | —         | MPC                           |
| 481759     | 2008 KZ1   | 6 mai 2008  | Mount Lemmon  | Mount Lemmon Survey | —         | MPC                           |
| 481760     | 2008 KG24  | 28 mai 2008 | Kitt Peak     | Spacewatch          | —         | MPC                           |
| 481761     | 2008 KQ27  | 5 mai 2008  | Mount Lemmon  | Mount Lemmon Survey | —         | MPC                           |
| 481762     | 2008 LB12  | 7 jun 2008  | Kitt Peak     | Spacewatch          | —         | MPC                           |
| 481763     | 2008 MD    | 22 jun 2008 | Kitt Peak     | Spacewatch          | —         | MPC                           |
| 481764     | 2008 MB2   | 3 jun 2008  | Kitt Peak     | Spacewatch          | —         | MPC                           |
| 481765     | 2008 ON3   | 29 mai 2008 | Mount Lemmon  | Mount Lemmon Survey | —         | MPC                           |
| 481766     | 2008 PD9   | 7 ago 2008  | Dauban        | F. Kugel            | —         | MPC                           |
| 481767     | 2008 QN8   | 7 ago 2008  | Kitt Peak     | Spacewatch          | Mitidika  | MPC                           |
| 481768     | 2008 QZ34  | 7 ago 2008  | Kitt Peak     | Spacewatch          | —         | MPC                           |
| 481769     | 2008 RL37  | 2 set 2008  | Kitt Peak     | Spacewatch          | —         | MPC                           |
| 481770     | 2008 RY40  | 22 ago 2008 | Kitt Peak     | Spacewatch          | —         | MPC                           |
| 481771     | 2008 RY76  | 6 set 2008  | Catalina      | CSS                 | —         | MPC                           |
| 481772     | 2008 RC89  | 5 set 2008  | Kitt Peak     | Spacewatch          | —         | MPC                           |
| 481773     | 2008 SO4   | 22 set 2008 | Socorro       | LINEAR              | —         | MPC                           |
| 481774     | 2008 SW4   | 22 set 2008 | Socorro       | LINEAR              | —         | MPC                           |
| 481775     | 2008 SX7   | 21 set 2008 | Siding Spring | SSS                 | —         | MPC                           |
| 481776     | 2008 SB32  | 20 set 2008 | Kitt Peak     | Spacewatch          | —         | MPC                           |
| 481777     | 2008 SQ89  | 21 set 2008 | Kitt Peak     | Spacewatch          | —         | MPC                           |
| 481778     | 2008 SW98  | 21 set 2008 | Kitt Peak     | Spacewatch          | —         | MPC                           |
| 481779     | 2008 SR114 | 22 set 2008 | Kitt Peak     | Spacewatch          | —         | MPC                           |
| 481780     | 2008 SL116 | 22 set 2008 | Kitt Peak     | Spacewatch          | —         | MPC                           |
| 481781     | 2008 SM131 | 22 set 2008 | Kitt Peak     | Spacewatch          | —         | MPC                           |
| 481782     | 2008 SM138 | 23 set 2008 | Mount Lemmon  | Mount Lemmon Survey | —         | MPC                           |
| 481783     | 2008 SD164 | 28 set 2008 | Socorro       | LINEAR              | Mitidika  | MPC                           |
| 481784     | 2008 ST172 | 22 set 2008 | Kitt Peak     | Spacewatch          | —         | MPC                           |
| 481785     | 2008 SE289 | 25 set 2008 | Kitt Peak     | Spacewatch          | —         | MPC                           |
| 481786     | 2008 SD291 | 21 set 2008 | Kitt Peak     | Spacewatch          | —         | MPC                           |
| 481787     | 2008 SF298 | 20 set 2008 | Catalina      | CSS                 | Juno      | MPC                           |
| 481788     | 2008 SD300 | 22 set 2008 | Kitt Peak     | Spacewatch          | —         | MPC                           |
| 481789     | 2008 SQ304 | 24 set 2008 | Kitt Peak     | Spacewatch          | —         | MPC                           |
| 481790     | 2008 TF4   | 6 out 2008  | Catalina      | CSS                 | —         | MPC                           |
| 481791     | 2008 TZ21  | 1 out 2008  | Mount Lemmon  | Mount Lemmon Survey | Juno      | MPC                           |
| 481792     | 2008 TZ25  | 8 out 2008  | Socorro       | LINEAR              | —         | MPC                           |
| 481793     | 2008 TT35  | 2 set 2008  | Kitt Peak     | Spacewatch          | —         | MPC                           |
| 481794     | 2008 TC42  | 1 out 2008  | Mount Lemmon  | Mount Lemmon Survey | —         | MPC                           |
| 481795     | 2008 TO61  | 22 set 2008 | Mount Lemmon  | Mount Lemmon Survey | —         | MPC                           |
| 481796     | 2008 TC66  | 2 out 2008  | Kitt Peak     | Spacewatch          | —         | MPC                           |
| 481797     | 2008 TL66  | 2 out 2008  | Kitt Peak     | Spacewatch          | —         | MPC                           |
| 481798     | 2008 TY66  | 2 out 2008  | Kitt Peak     | Spacewatch          | Mitidika  | MPC                           |
| 481799     | 2008 TT90  | 29 set 2008 | Kitt Peak     | Spacewatch          | —         | MPC                           |
| 481800     | 2008 TO91  | 23 set 2008 | Kitt Peak     | Spacewatch          | Mitidika  | MPC                           |

## 481801–481900
| Designação | Designação | Descoberta  | Descoberta     | Descobridor(es)     | Categoria | Mais informações / Referência |
| Permanente | Provisória | Data        | Local          | Descobridor(es)     | Categoria | Mais informações / Referência |
| ---------- | ---------- | ----------- | -------------- | ------------------- | --------- | ----------------------------- |
| 481801     | 2008 TS97  | 4 jan 2006  | Mount Lemmon   | Mount Lemmon Survey | —         | MPC                           |
| 481802     | 2008 TU102 | 22 set 2008 | Kitt Peak      | Spacewatch          | —         | MPC                           |
| 481803     | 2008 TW108 | 6 out 2008  | Mount Lemmon   | Mount Lemmon Survey | —         | MPC                           |
| 481804     | 2008 TP112 | 6 out 2008  | Catalina       | CSS                 | —         | MPC                           |
| 481805     | 2008 TE135 | 8 out 2008  | Kitt Peak      | Spacewatch          | —         | MPC                           |
| 481806     | 2008 TV169 | 8 out 2008  | Kitt Peak      | Spacewatch          | Mitidika  | MPC                           |
| 481807     | 2008 TT173 | 1 out 2008  | Kitt Peak      | Spacewatch          | Juno      | MPC                           |
| 481808     | 2008 TY176 | 1 out 2008  | Kitt Peak      | Spacewatch          | —         | MPC                           |
| 481809     | 2008 TL182 | 1 out 2008  | Kitt Peak      | Spacewatch          | —         | MPC                           |
| 481810     | 2008 UB49  | 3 out 2008  | Mount Lemmon   | Mount Lemmon Survey | —         | MPC                           |
| 481811     | 2008 UN51  | 20 out 2008 | Kitt Peak      | Spacewatch          | —         | MPC                           |
| 481812     | 2008 UU53  | 20 out 2008 | Kitt Peak      | Spacewatch          | —         | MPC                           |
| 481813     | 2008 UP54  | 29 set 2008 | Mount Lemmon   | Mount Lemmon Survey | —         | MPC                           |
| 481814     | 2008 UC57  | 29 set 2008 | Kitt Peak      | Spacewatch          | —         | MPC                           |
| 481815     | 2008 UK58  | 7 set 2008  | Mount Lemmon   | Mount Lemmon Survey | —         | MPC                           |
| 481816     | 2008 UD66  | 21 out 2008 | Kitt Peak      | Spacewatch          | —         | MPC                           |
| 481817     | 2008 UL90  | 26 out 2008 | Mount Lemmon   | Mount Lemmon Survey | —         | MPC                           |
| 481818     | 2008 UL112 | 22 out 2008 | Kitt Peak      | Spacewatch          | —         | MPC                           |
| 481819     | 2008 UK114 | 28 set 2008 | Mount Lemmon   | Mount Lemmon Survey | —         | MPC                           |
| 481820     | 2008 UV114 | 29 set 2008 | Mount Lemmon   | Mount Lemmon Survey | —         | MPC                           |
| 481821     | 2008 UE180 | 24 out 2008 | Kitt Peak      | Spacewatch          | Juno      | MPC                           |
| 481822     | 2008 UR184 | 24 out 2008 | Kitt Peak      | Spacewatch          | —         | MPC                           |
| 481823     | 2008 UY194 | 26 out 2008 | Kitt Peak      | Spacewatch          | —         | MPC                           |
| 481824     | 2008 UU226 | 25 out 2008 | Kitt Peak      | Spacewatch          | —         | MPC                           |
| 481825     | 2008 UD235 | 23 set 2008 | Kitt Peak      | Spacewatch          | —         | MPC                           |
| 481826     | 2008 UK263 | 27 out 2008 | Kitt Peak      | Spacewatch          | —         | MPC                           |
| 481827     | 2008 UY300 | 29 out 2008 | Kitt Peak      | Spacewatch          | —         | MPC                           |
| 481828     | 2008 UU343 | 23 out 2008 | Kitt Peak      | Spacewatch          | —         | MPC                           |
| 481829     | 2008 UW350 | 20 out 2008 | Mount Lemmon   | Mount Lemmon Survey | —         | MPC                           |
| 481830     | 2008 UC368 | 30 out 2008 | Socorro        | LINEAR              | —         | MPC                           |
| 481831     | 2008 VE33  | 27 set 2008 | Mount Lemmon   | Mount Lemmon Survey | —         | MPC                           |
| 481832     | 2008 VG57  | 27 set 2008 | Mount Lemmon   | Mount Lemmon Survey | —         | MPC                           |
| 481833     | 2008 VY65  | 1 nov 2008  | Mount Lemmon   | Mount Lemmon Survey | Mitidika  | MPC                           |
| 481834     | 2008 VS72  | 8 nov 2008  | Kitt Peak      | Spacewatch          | —         | MPC                           |
| 481835     | 2008 VS76  | 4 nov 2004  | Kitt Peak      | Spacewatch          | —         | MPC                           |
| 481836     | 2008 VW78  | 8 nov 2008  | Mount Lemmon   | Mount Lemmon Survey | —         | MPC                           |
| 481837     | 2008 WR1   | 18 nov 2008 | Socorro        | LINEAR              | —         | MPC                           |
| 481838     | 2008 WC38  | 17 nov 2008 | Kitt Peak      | Spacewatch          | —         | MPC                           |
| 481839     | 2008 WS45  | 17 nov 2008 | Kitt Peak      | Spacewatch          | Juno      | MPC                           |
| 481840     | 2008 WC46  | 17 nov 2008 | Kitt Peak      | Spacewatch          | —         | MPC                           |
| 481841     | 2008 WS48  | 18 nov 2008 | Catalina       | CSS                 | —         | MPC                           |
| 481842     | 2008 WV73  | 19 nov 2008 | Mount Lemmon   | Mount Lemmon Survey | —         | MPC                           |
| 481843     | 2008 WE82  | 20 nov 2008 | Kitt Peak      | Spacewatch          | Juno      | MPC                           |
| 481844     | 2008 WH94  | 26 nov 2008 | La Sagra       | Mallorca Obs.       | —         | MPC                           |
| 481845     | 2008 WG98  | 25 out 2008 | Mount Lemmon   | Mount Lemmon Survey | —         | MPC                           |
| 481846     | 2008 WO112 | 6 nov 2008  | Mount Lemmon   | Mount Lemmon Survey | —         | MPC                           |
| 481847     | 2008 WN133 | 17 nov 2008 | Catalina       | CSS                 | —         | MPC                           |
| 481848     | 2008 WV133 | 19 nov 2008 | Kitt Peak      | Spacewatch          | —         | MPC                           |
| 481849     | 2008 WO138 | 18 nov 2008 | Socorro        | LINEAR              | —         | MPC                           |
| 481850     | 2008 WU139 | 30 nov 2008 | Socorro        | LINEAR              | —         | MPC                           |
| 481851     | 2008 XR    | 3 dez 2008  | Catalina       | CSS                 | —         | MPC                           |
| 481852     | 2008 XY5   | 4 dez 2008  | Socorro        | LINEAR              | —         | MPC                           |
| 481853     | 2008 XK15  | 24 nov 2008 | Kitt Peak      | Spacewatch          | —         | MPC                           |
| 481854     | 2008 XW16  | 19 nov 2008 | Kitt Peak      | Spacewatch          | —         | MPC                           |
| 481855     | 2008 XR36  | 2 dez 2008  | Kitt Peak      | Spacewatch          | —         | MPC                           |
| 481856     | 2008 XX41  | 2 dez 2008  | Kitt Peak      | Spacewatch          | —         | MPC                           |
| 481857     | 2008 XE47  | 4 dez 2008  | Mount Lemmon   | Mount Lemmon Survey | —         | MPC                           |
| 481858     | 2008 XQ47  | 4 dez 2008  | Mount Lemmon   | Mount Lemmon Survey | —         | MPC                           |
| 481859     | 2008 YB8   | 23 dez 2008 | Dauban         | F. Kugel            | —         | MPC                           |
| 481860     | 2008 YB24  | 21 dez 2008 | Mount Lemmon   | Mount Lemmon Survey | —         | MPC                           |
| 481861     | 2008 YZ34  | 8 nov 2008  | Mount Lemmon   | Mount Lemmon Survey | —         | MPC                           |
| 481862     | 2008 YO40  | 29 dez 2008 | Mount Lemmon   | Mount Lemmon Survey | —         | MPC                           |
| 481863     | 2008 YZ48  | 29 dez 2008 | Mount Lemmon   | Mount Lemmon Survey | —         | MPC                           |
| 481864     | 2008 YH50  | 29 dez 2008 | Mount Lemmon   | Mount Lemmon Survey | Phocaea   | MPC                           |
| 481865     | 2008 YB52  | 29 dez 2008 | Mount Lemmon   | Mount Lemmon Survey | —         | MPC                           |
| 481866     | 2008 YE54  | 29 dez 2008 | Mount Lemmon   | Mount Lemmon Survey | —         | MPC                           |
| 481867     | 2008 YD57  | 30 dez 2008 | Kitt Peak      | Spacewatch          | —         | MPC                           |
| 481868     | 2008 YE78  | 23 nov 2008 | Mount Lemmon   | Mount Lemmon Survey | Phocaea   | MPC                           |
| 481869     | 2008 YB90  | 29 dez 2008 | Kitt Peak      | Spacewatch          | —         | MPC                           |
| 481870     | 2008 YU91  | 21 dez 2008 | Kitt Peak      | Spacewatch          | —         | MPC                           |
| 481871     | 2008 YR92  | 29 dez 2008 | Kitt Peak      | Spacewatch          | —         | MPC                           |
| 481872     | 2008 YD105 | 29 dez 2008 | Kitt Peak      | Spacewatch          | —         | MPC                           |
| 481873     | 2008 YV110 | 21 nov 2008 | Kitt Peak      | Spacewatch          | —         | MPC                           |
| 481874     | 2008 YY114 | 2 nov 2008  | Mount Lemmon   | Mount Lemmon Survey | —         | MPC                           |
| 481875     | 2008 YN118 | 29 dez 2008 | Kitt Peak      | Spacewatch          | —         | MPC                           |
| 481876     | 2008 YF125 | 30 dez 2008 | Kitt Peak      | Spacewatch          | —         | MPC                           |
| 481877     | 2008 YH137 | 30 dez 2008 | Kitt Peak      | Spacewatch          | —         | MPC                           |
| 481878     | 2008 YA143 | 30 dez 2008 | Kitt Peak      | Spacewatch          | —         | MPC                           |
| 481879     | 2008 YP147 | 16 jan 2005 | Kitt Peak      | Spacewatch          | Phocaea   | MPC                           |
| 481880     | 2008 YU153 | 21 dez 2008 | Mount Lemmon   | Mount Lemmon Survey | —         | MPC                           |
| 481881     | 2008 YH159 | 31 dez 2008 | Kitt Peak      | Spacewatch          | —         | MPC                           |
| 481882     | 2008 YY159 | 22 dez 2008 | Kitt Peak      | Spacewatch          | —         | MPC                           |
| 481883     | 2008 YD162 | 21 dez 2008 | Mount Lemmon   | Mount Lemmon Survey | Meliboea  | MPC                           |
| 481884     | 2008 YS166 | 22 dez 2008 | Catalina       | CSS                 | —         | MPC                           |
| 481885     | 2008 YW172 | 30 dez 2008 | Kitt Peak      | Spacewatch          | —         | MPC                           |
| 481886     | 2008 YZ172 | 29 dez 2008 | Kitt Peak      | Spacewatch          | —         | MPC                           |
| 481887     | 2009 AG13  | 2 jan 2009  | Mount Lemmon   | Mount Lemmon Survey | Juno      | MPC                           |
| 481888     | 2009 AO15  | 4 jan 2009  | Farra d'Isonzo | Farra d'Isonzo      | —         | MPC                           |
| 481889     | 2009 AO24  | 3 jan 2009  | Kitt Peak      | Spacewatch          | —         | MPC                           |
| 481890     | 2009 AW26  | 4 fev 2005  | Kitt Peak      | Spacewatch          | —         | MPC                           |
| 481891     | 2009 AN27  | 2 jan 2009  | Kitt Peak      | Spacewatch          | —         | MPC                           |
| 481892     | 2009 AW27  | 2 jan 2009  | Kitt Peak      | Spacewatch          | —         | MPC                           |
| 481893     | 2009 AA32  | 15 jan 2009 | Kitt Peak      | Spacewatch          | —         | MPC                           |
| 481894     | 2009 AX39  | 1 nov 2008  | Mount Lemmon   | Mount Lemmon Survey | —         | MPC                           |
| 481895     | 2009 AF42  | 1 jan 2009  | Kitt Peak      | Spacewatch          | —         | MPC                           |
| 481896     | 2009 AF44  | 3 jan 2009  | Mount Lemmon   | Mount Lemmon Survey | —         | MPC                           |
| 481897     | 2009 AR44  | 15 jan 2009 | Kitt Peak      | Spacewatch          | —         | MPC                           |
| 481898     | 2009 AC45  | 3 jan 2009  | Mount Lemmon   | Mount Lemmon Survey | —         | MPC                           |
| 481899     | 2009 AR48  | 3 jan 2009  | Mount Lemmon   | Mount Lemmon Survey | Phocaea   | MPC                           |
| 481900     | 2009 AJ49  | 31 out 2008 | Mount Lemmon   | Mount Lemmon Survey | —         | MPC                           |

## 481901–482000
| Designação           | Designação | Descoberta  | Descoberta    | Descobridor(es)      | Categoria | Mais informações / Referência |
| Permanente           | Provisória | Data        | Local         | Descobridor(es)      | Categoria | Mais informações / Referência |
| -------------------- | ---------- | ----------- | ------------- | -------------------- | --------- | ----------------------------- |
| 481901               | 2009 BS1   | 17 jan 2009 | Kitt Peak     | Spacewatch           | —         | MPC                           |
| 481902               | 2009 BK7   | 18 jan 2009 | Socorro       | LINEAR               | —         | MPC                           |
| 481903               | 2009 BL9   | 18 jan 2009 | Socorro       | LINEAR               | Juno      | MPC                           |
| 481904               | 2009 BB11  | 25 jan 2009 | Catalina      | CSS                  | —         | MPC                           |
| 481905               | 2009 BO13  | 18 jan 2009 | Mount Lemmon  | Mount Lemmon Survey  | —         | MPC                           |
| 481906               | 2009 BS18  | 3 jan 2009  | Kitt Peak     | Spacewatch           | —         | MPC                           |
| 481907               | 2009 BC26  | 16 jan 2009 | Kitt Peak     | Spacewatch           | —         | MPC                           |
| 481908               | 2009 BA29  | 16 jan 2009 | Kitt Peak     | Spacewatch           | —         | MPC                           |
| 481909               | 2009 BH32  | 16 jan 2009 | Kitt Peak     | Spacewatch           | —         | MPC                           |
| 481910               | 2009 BE42  | 16 jan 2009 | Kitt Peak     | Spacewatch           | —         | MPC                           |
| 481911               | 2009 BW44  | 16 jan 2009 | Kitt Peak     | Spacewatch           | Phocaea   | MPC                           |
| 481912               | 2009 BU48  | 16 jan 2009 | Mount Lemmon  | Mount Lemmon Survey  | —         | MPC                           |
| 481913               | 2009 BM53  | 1 dez 2008  | Mount Lemmon  | Mount Lemmon Survey  | —         | MPC                           |
| 481914               | 2009 BH59  | 2 jan 2009  | Kitt Peak     | Spacewatch           | —         | MPC                           |
| 481915               | 2009 BX62  | 21 dez 2008 | Mount Lemmon  | Mount Lemmon Survey  | —         | MPC                           |
| 481916               | 2009 BV73  | 30 jan 2009 | Catalina      | CSS                  | —         | MPC                           |
| 481917               | 2009 BY75  | 22 dez 2008 | Mount Lemmon  | Mount Lemmon Survey  | —         | MPC                           |
| 481918               | 2009 BE77  | 30 jan 2009 | Siding Spring | SSS                  | —         | MPC                           |
| 481919               | 2009 BT77  | 25 jan 2009 | Socorro       | LINEAR               | —         | MPC                           |
| 481920               | 2009 BW77  | 8 nov 2008  | Kitt Peak     | Spacewatch           | —         | MPC                           |
| 481921               | 2009 BT80  | 31 jan 2009 | Socorro       | LINEAR               | —         | MPC                           |
| 481922               | 2009 BW81  | 31 jan 2009 | Vail-Jarnac   | Jarnac Obs.          | —         | MPC                           |
| 481923               | 2009 BA82  | 30 dez 2008 | Mount Lemmon  | Mount Lemmon Survey  | —         | MPC                           |
| 481924               | 2009 BC83  | 20 jan 2009 | Catalina      | CSS                  | —         | MPC                           |
| 481925               | 2009 BE84  | 2 jan 2009  | Mount Lemmon  | Mount Lemmon Survey  | —         | MPC                           |
| 481926               | 2009 BW85  | 25 jan 2009 | Kitt Peak     | Spacewatch           | —         | MPC                           |
| 481927               | 2009 BG89  | 3 jan 2009  | Mount Lemmon  | Mount Lemmon Survey  | —         | MPC                           |
| 481928               | 2009 BL95  | 16 jan 2009 | Kitt Peak     | Spacewatch           | —         | MPC                           |
| 481929               | 2009 BH96  | 7 abr 2005  | Anderson Mesa | LONEOS               | —         | MPC                           |
| 481930               | 2009 BZ98  | 26 jan 2009 | Mount Lemmon  | Mount Lemmon Survey  | —         | MPC                           |
| 481931               | 2009 BB109 | 3 jan 2009  | Kitt Peak     | Spacewatch           | —         | MPC                           |
| 481932               | 2009 BQ120 | 31 jan 2009 | Kitt Peak     | Spacewatch           | —         | MPC                           |
| 481933               | 2009 BJ123 | 31 jan 2009 | Kitt Peak     | Spacewatch           | —         | MPC                           |
| 481934               | 2009 BR123 | 24 nov 2008 | Mount Lemmon  | Mount Lemmon Survey  | —         | MPC                           |
| 481935               | 2009 BT152 | 31 jan 2009 | Kitt Peak     | Spacewatch           | —         | MPC                           |
| 481936               | 2009 BM153 | 2 jan 2009  | Mount Lemmon  | Mount Lemmon Survey  | —         | MPC                           |
| 481937               | 2009 BC155 | 1 jan 2009  | Mount Lemmon  | Mount Lemmon Survey  | —         | MPC                           |
| 481938               | 2009 BL185 | 18 jan 2009 | Catalina      | CSS                  | —         | MPC                           |
| 481939               | 2009 BL186 | 18 jan 2009 | Kitt Peak     | Spacewatch           | —         | MPC                           |
| 481940               | 2009 BS187 | 31 jan 2009 | Mount Lemmon  | Mount Lemmon Survey  | —         | MPC                           |
| 481941               | 2009 BZ188 | 19 out 2008 | Kitt Peak     | Spacewatch           | —         | MPC                           |
| 481942               | 2009 CB4   | 28 jan 2009 | Catalina      | CSS                  | —         | MPC                           |
| 481943               | 2009 CH15  | 3 fev 2009  | Kitt Peak     | Spacewatch           | —         | MPC                           |
| 481944               | 2009 CM28  | 1 fev 2009  | Kitt Peak     | Spacewatch           | —         | MPC                           |
| 481945               | 2009 CL49  | 14 fev 2009 | Mount Lemmon  | Mount Lemmon Survey  | —         | MPC                           |
| 481946               | 2009 CM50  | 14 fev 2009 | La Sagra      | Mallorca Obs.        | —         | MPC                           |
| 481947               | 2009 CC59  | 5 fev 2009  | Mount Lemmon  | Mount Lemmon Survey  | —         | MPC                           |
| 481948               | 2009 CQ61  | 3 fev 2009  | Kitt Peak     | Spacewatch           | —         | MPC                           |
| 481949               | 2009 DV9   | 19 fev 2009 | La Sagra      | Mallorca Obs.        | —         | MPC                           |
| 481950               | 2009 DC14  | 16 fev 2009 | Kitt Peak     | Spacewatch           | —         | MPC                           |
| 481951               | 2009 DU49  | 31 jan 2009 | Mount Lemmon  | Mount Lemmon Survey  | —         | MPC                           |
| 481952               | 2009 DF75  | 19 fev 2009 | Catalina      | CSS                  | —         | MPC                           |
| 481953               | 2009 DF84  | 26 fev 2009 | Kitt Peak     | Spacewatch           | —         | MPC                           |
| 481954               | 2009 DX86  | 8 mar 2005  | Mount Lemmon  | Mount Lemmon Survey  | —         | MPC                           |
| 481955               | 2009 DA98  | 21 jul 2006 | Mount Lemmon  | Mount Lemmon Survey  | —         | MPC                           |
| 481956               | 2009 DZ110 | 29 jan 2009 | Catalina      | CSS                  | Phocaea   | MPC                           |
| 481957               | 2009 DS115 | 4 fev 2009  | Mount Lemmon  | Mount Lemmon Survey  | —         | MPC                           |
| 481958               | 2009 DY115 | 27 fev 2009 | Kitt Peak     | Spacewatch           | —         | MPC                           |
| 481959               | 2009 DM117 | 27 fev 2009 | Kitt Peak     | Spacewatch           | —         | MPC                           |
| 481960               | 2009 DL123 | 24 fev 2009 | Catalina      | CSS                  | —         | MPC                           |
| 481961               | 2009 DS136 | 24 fev 2009 | Catalina      | CSS                  | —         | MPC                           |
| 481962               | 2009 DN139 | 28 fev 2009 | Kitt Peak     | Spacewatch           | —         | MPC                           |
| 481963               | 2009 DM141 | 14 set 2007 | Mount Lemmon  | Mount Lemmon Survey  | —         | MPC                           |
| 481964               | 2009 DU141 | 28 fev 2009 | Kitt Peak     | Spacewatch           | —         | MPC                           |
| 481965               | 2009 EB1   | 2 mar 2009  | Mount Lemmon  | Mount Lemmon Survey  | —         | MPC                           |
| 481966               | 2009 EV6   | 2 mar 2009  | Mount Lemmon  | Mount Lemmon Survey  | —         | MPC                           |
| 481967               | 2009 EO9   | 1 mar 2009  | Kitt Peak     | Spacewatch           | —         | MPC                           |
| 481968               | 2009 ED19  | 25 jan 2009 | Kitt Peak     | Spacewatch           | —         | MPC                           |
| 481969               | 2009 EM20  | 15 mar 2009 | La Sagra      | Mallorca Obs.        | —         | MPC                           |
| 481970               | 2009 EV29  | 20 jan 2009 | Mount Lemmon  | Mount Lemmon Survey  | Phocaea   | MPC                           |
| 481971               | 2009 FH5   | 28 fev 2009 | Kitt Peak     | Spacewatch           | —         | MPC                           |
| 481972               | 2009 FG20  | 19 jan 2009 | Mount Lemmon  | Mount Lemmon Survey  | —         | MPC                           |
| 481973               | 2009 FP22  | 2 mar 2009  | Mount Lemmon  | Mount Lemmon Survey  | —         | MPC                           |
| 481974               | 2009 FY36  | 1 mar 2009  | Kitt Peak     | Spacewatch           | —         | MPC                           |
| 481975               | 2009 FS63  | 29 mar 2009 | Kitt Peak     | Spacewatch           | —         | MPC                           |
| 481976               | 2009 FQ64  | 31 mar 2009 | Kitt Peak     | Spacewatch           | —         | MPC                           |
| 481977               | 2009 FG66  | 21 mar 2009 | Kitt Peak     | Spacewatch           | —         | MPC                           |
| 481978               | 2009 FY66  | 30 mar 2009 | Mount Lemmon  | Mount Lemmon Survey  | —         | MPC                           |
| 481979               | 2009 GX1   | 12 abr 2009 | Altschwendt   | W. Ries              | —         | MPC                           |
| 481980               | 2009 HL47  | 19 abr 2009 | Kitt Peak     | Spacewatch           | —         | MPC                           |
| 481981               | 2009 HA50  | 21 abr 2009 | Kitt Peak     | Spacewatch           | —         | MPC                           |
| 481982               | 2009 HT82  | 24 abr 2009 | Mount Lemmon  | Mount Lemmon Survey  | —         | MPC                           |
| 481983               | 2009 HR105 | 27 abr 2009 | Kitt Peak     | Spacewatch           | —         | MPC                           |
| 481984 Cernunnos     | 2009 KL2   | 20 mai 2009 | Vicques       | M. Ory               | —         | MPC                           |
| 481985               | 2009 KM7   | 26 mai 2009 | Kitt Peak     | Spacewatch           | —         | MPC                           |
| 481986               | 2009 KF33  | 29 out 2005 | Catalina      | CSS                  | —         | MPC                           |
| 481987               | 2009 MY1   | 26 mai 2009 | Mount Lemmon  | Mount Lemmon Survey  | —         | MPC                           |
| 481988               | 2009 PS10  | 28 jul 2009 | Catalina      | CSS                  | —         | MPC                           |
| 481989               | 2009 QB35  | 28 ago 2009 | Socorro       | LINEAR               | —         | MPC                           |
| 481990               | 2009 QU40  | 15 ago 2009 | Kitt Peak     | Spacewatch           | —         | MPC                           |
| 481991               | 2009 QX60  | 26 ago 2009 | La Sagra      | Mallorca Obs.        | —         | MPC                           |
| 481992               | 2009 RY11  | 12 set 2009 | Kitt Peak     | Spacewatch           | —         | MPC                           |
| 481993 Melaniezander | 2009 RO27  | 13 set 2009 | ESA OGS       | M. Busch, R. Kresken | —         | MPC                           |
| 481994               | 2009 RY75  | 14 set 2009 | Catalina      | CSS                  | —         | MPC                           |
| 481995               | 2009 SZ22  | 16 set 2009 | Kitt Peak     | Spacewatch           | —         | MPC                           |
| 481996               | 2009 SD51  | 19 ago 2009 | Kitt Peak     | Spacewatch           | —         | MPC                           |
| 481997               | 2009 SK66  | 17 set 2009 | Kitt Peak     | Spacewatch           | —         | MPC                           |
| 481998               | 2009 SQ70  | 23 fev 2007 | Mount Lemmon  | Mount Lemmon Survey  | —         | MPC                           |
| 481999               | 2009 SD74  | 17 set 2009 | Kitt Peak     | Spacewatch           | —         | MPC                           |
| 482000               | 2009 SO115 | 17 nov 2006 | Kitt Peak     | Spacewatch           | —         | MPC                           |